# شوكولاتة
الشُوكُولاَتَةُ هي مادة غذائية للتلذّذ، أبرز مكوّناتها هي مشتقّات الكاكاو، ويمكن أن يضاف إليها أنواع من المحلّيات مثل السكّر، كما يمكن أن يضاف إليها الحليب. عادةً ما يتمّ تناول الشوكولاتة والاستمتاع بها كمنتج نهائي، ولكن بالمقابل قد تكون مادّة أوليّة لتحضير مأكولات أخرى.
تعدّ الشوكولاتة إحدى أكثر المأكولات شعبيّة في العالم، وتدخل في تركيب الكثير من الحلويّات مختلفة الأشكال مثل المثلّجات (البوظة)، الكيك، والرقائق المحلاة وغيرها. كما تستخدم الشوكولاتة أيضاً في إعداد بعض المشروبات مثل شراب الشوكولاتة الساخنة.
اكتشفت الشوكولاتة أوّل مرة في قارة أمريكا الجنوبيّة، وذلك نتيجة انتشار شجر الكاكاو في تلك المنطقة. وكلمة شوكولاتة مشتقّة من اسم مشروب كان معروفاً في حضارة الأزتيك (في المكسيك) اسمه xocóatl (شوكواتل) أو xocolatl شوكولاتل (والذي يعني بلغة ناواتل الماء المرّ)، وكان يتألف من مزيج من الماء والكاكاو والفانيليا والفليفلة الحارّة.

## أصل التسميّة

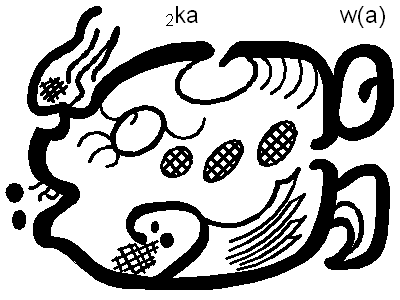
صورة رمزيّة من حضارة المايا تشير إلى الكاكاو.

دخلت كلمة شوكولاتة إلى اللّغات الأوروبيّة من اللغة الإسبانيّة ومنها انتشرت إلى العالم. ليس من الواضح كيف دخلت كلمة (Chocolate) إلى الإسبانية؛ لكنّ أغلب الآراء تشير إلى أنّ الكلمة مشتقّة من كلمة «شوكولاتل» (chocolātl) من لغة ناواتل التي كانت مستخدَمةً في حضارة الأزتيك؛ والتي تشير عدّة مصادر إلى أنّها يمكن أن تكون مشتقّة من كلمة (xocolātl) التي تجمع بين كلمتيّ (xócoc) بمعنى مرّ، و (ātl) بمعنى ماء أو شراب.
على الرغم من ذلك، فقد أشار الباحث اللّغوي الأمريكي ويليام برايت إلى أنّ كلمة «شوكولاتل» (chocolātl) غير موجودة في المصادر المكسيكية في حقبة الاستعمار؛ ما جعله يشكّك في أصل التسمية المذكور آنفاً. قدّم الكاتب المكسيكي فرانشيسكو سانتاماريا تصوّراً حول اشتقاق الكلمة مفاده أنّ هذه الكلمة تتكون من شقين: «شوكول» (chokol) في لغة المايا اليوكاتية؛ والتي تعني ساخن، و (atl) بمعنى شراب؛ أي أنّ معنى الكلمة «الشراب الساخن». يتوافق هذا الطرح مع عادات المايا في شرب الشوكولاتة الساخنة، وذلك على العكس من الأزتيك الذين كانوا يشربونها باردة. في رأي آخر؛ يُشار إلى أنّ التسمية مشتقّة من كلمة «كاكاهواتل» (cacahuatl) من لغة ناواتل؛ والتي تعني مشروب الكاكاو؛ لكنّ المستعمرين الإسبان بدّلوا كلمة (caca) بكلمة (chocol) من لغة المايا؛ والتي تعني ساخن، حتى أصبحت الكلمة في النهاية (chocolatl).

## التاريخ

### في أمريكا الوسطى

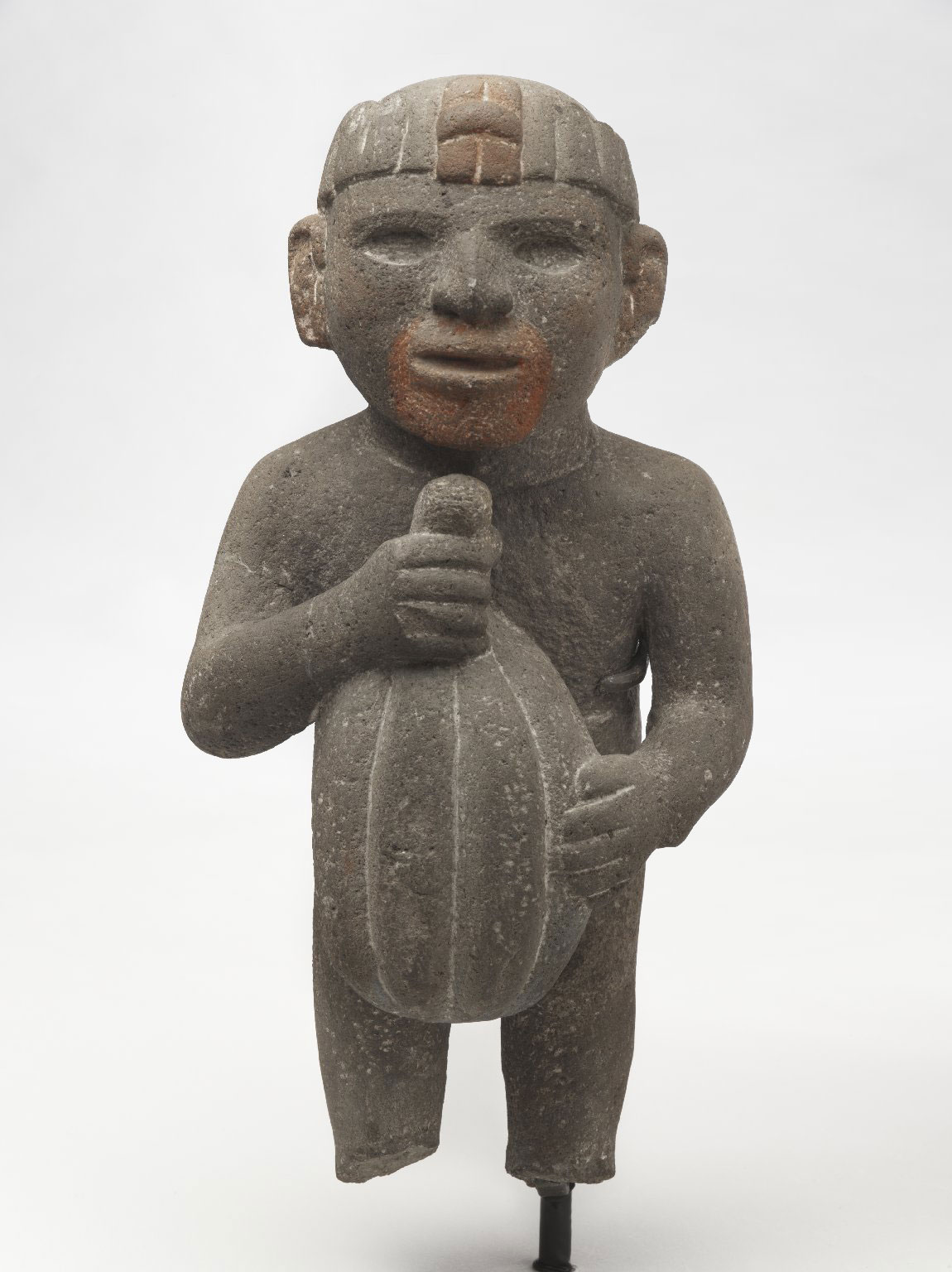
تمثال لرجل من الأزتيك يحمل وعاءاً من الكاكاو، 1440–1521. حجر بركاني، وآثار من خضاب أحمر. متحف بروكلين.

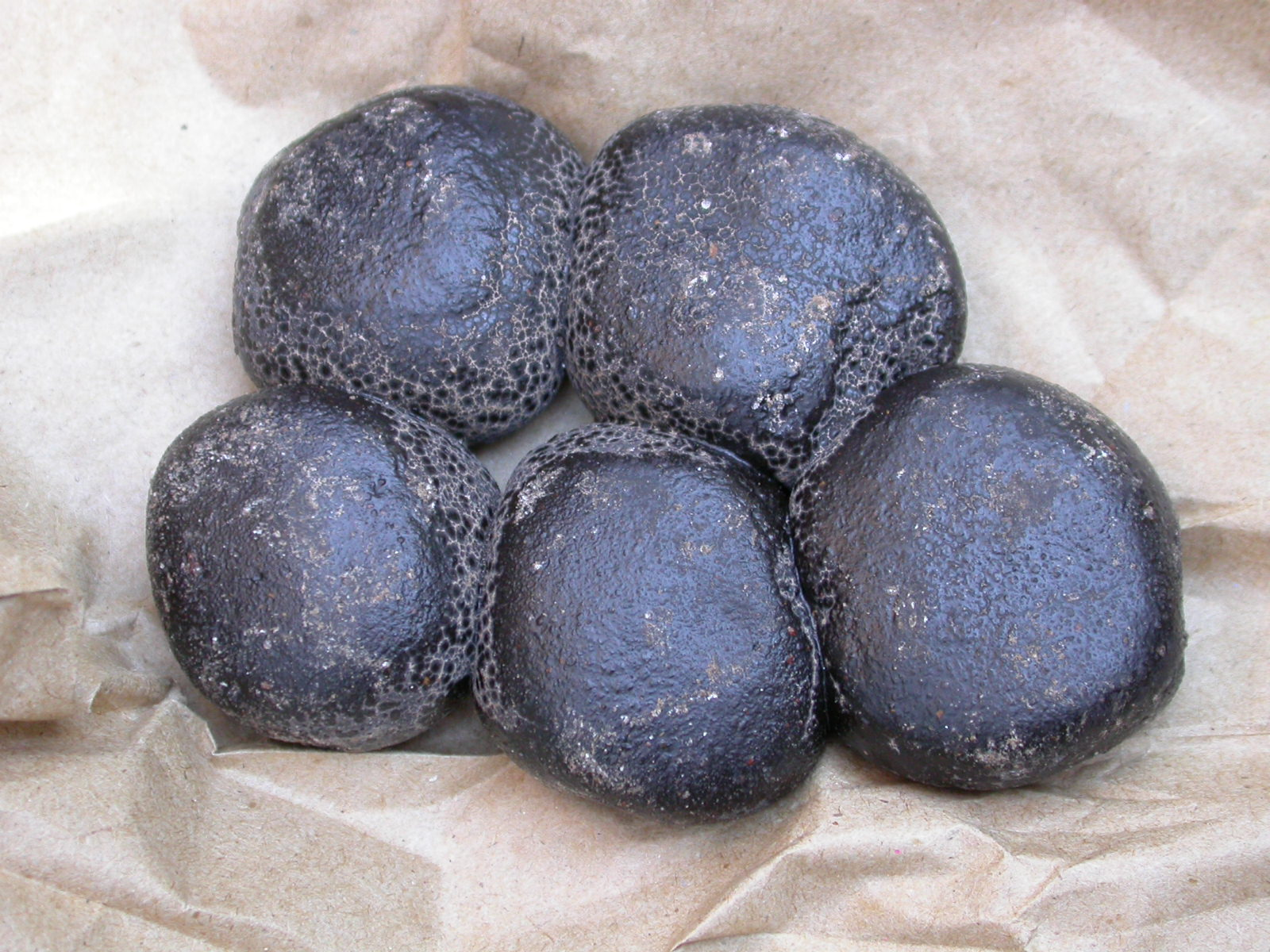
شوكولاتة مكسيكية تقليدية.

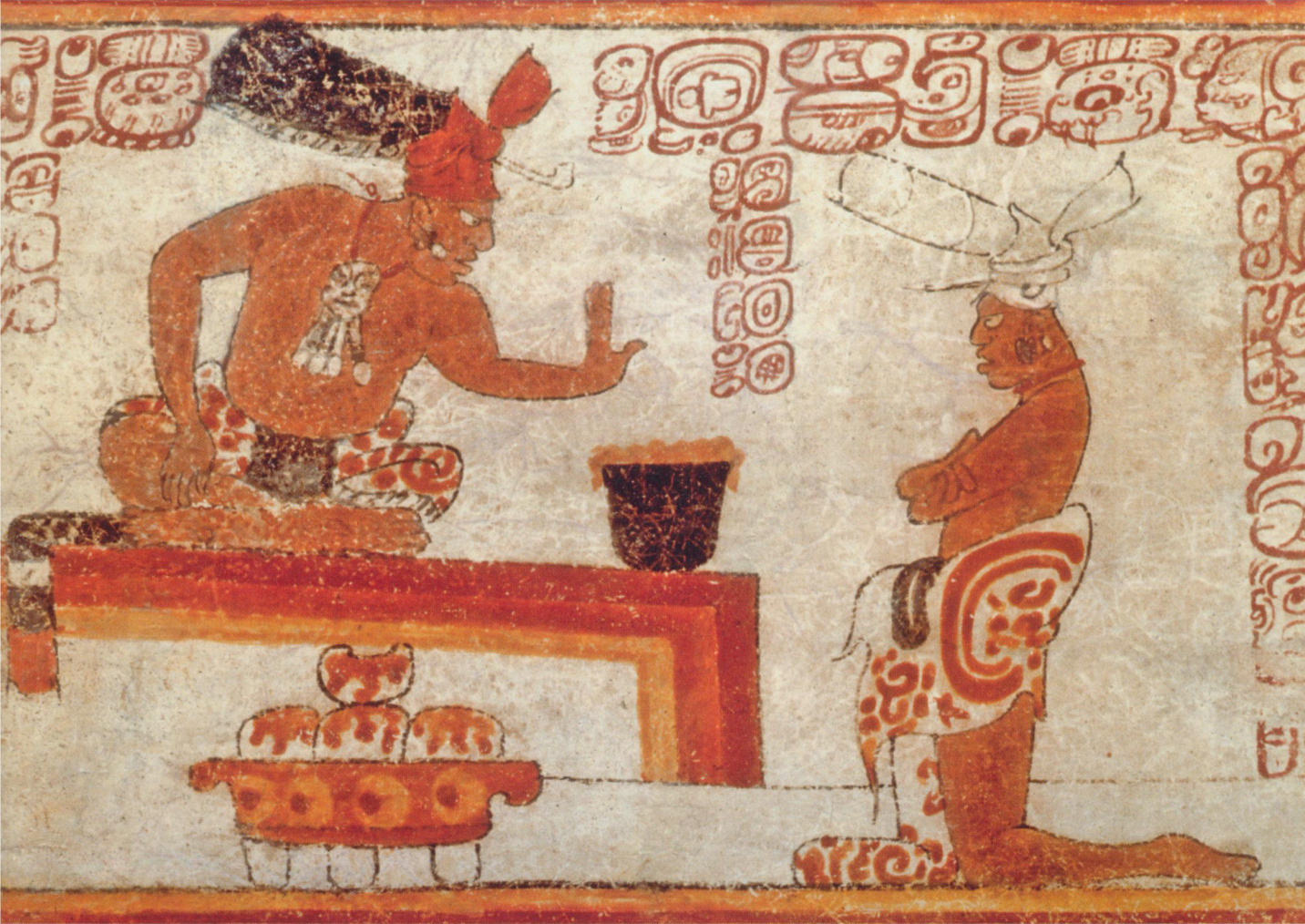
سيّد من المايا يمنع أحد الأشخاص من المساس بوعاء حاوٍ على الشوكولاتة.

عرفت الشوكولاتة في البداية في القارّة الأمريكيّة الجنوبيّة حيث تنتشر أشجار الكاكاو، وذلك على شكل مشروب. ففي موقع أثري يعود إلى حضارة الأولمك قرابة ساحل ولاية فيراكروز في المكسيك عثر على إناء يعود تاريخه إلى حوالي 1750 سنة قبل الميلاد عليه نقوش تظهر كيفيّة تحضير الشوكولاتة. وعلى الساحل الغربي الباسيفيكي للمكسيك في ولاية تشياباس، عثر في موقع أثري آخر يعود إلى حضارة موكايا Mokaya على أوانٍ استُخدمت في تحضير مشروبات من الكاكاو تعود إلى 1900 سنة قبل الميلاد.

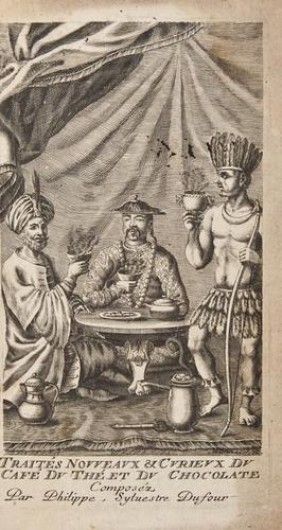
لوحة
"Traités nouveaux & curieux du café du thé et du chocolate"
للرسام الفرنسي فيليب دوفور سنة 1685، تظهر أقصى اليمين شخصاً من حضارات أمريكا الجنوبية يشرب الشوكولاتة.

في قبر من حضارة المايا يعود تاريخه بين 460–480 للميلاد، عُثر على أوانٍ منقوش عليها رسومات تشير إلى الكاكاو حسب نظام كتابة المايا، ذلك مع وجود بقايا من مشروب الشوكولاتة، ممّا يشير إلى أن المايا كانوا يشربون الشوكولاتة حوالي سنة 400 بعد الميلاد. تبيّن الوثائق في هيروغليفيّة المايا أنّ مشروب الشوكولاتة كان يحضّر في المناسبات، بالإضافة إلى الاستخدام اليومي. كان المايا يزرعون أشجار الكاكاو في الساحات الخلفيّة لمنازلهم، وكانوا يستخدمون بذور الكاكاو لصنع مشروب مرّ هو شراب الشوكولاتل.
بحلول القرن الخامس عشر، سيطر الأزتيك على قسم كبير من أمريكا الوسطى، وأدخلوا الكاكاو ومشتقّاته إلى ثقافتهم. ربط الأزتيك الشوكولاتة بالإله كيتزالكواتل، والذي طُرد من قبل الآلهة الآخرين حسب الأسطورة، وذلك بسبب مشاطرته الشوكولاتة مع البشر، كما أنه تعرّف على طريقة استخلاصه من الحبوب الجافة بإزالة قلب إنسان على سبيل التضحية. على العكس من شعب المايا الذين كانوا يحتسون الشوكولاتة ساخنة، فإنّ الأزتيك كانوا يشربونها باردة، وكانوا يضيفون إليها مزيجاً بتلات زهرة شجرة Cymbopetalum penduliflorum والفلفل الحار والفلفل الإفرنجي والفانيليا والعسل.
لم يكن باستطاعة الأزتيك زراعة وتربية أشجار الكاكاو بأنفسهم؛ إذ أنّ موطنهم في أعالي جبال المكسيك لم يكن ملائماً لذلك. لهذا السبب كان مشروب الشوكولاتة يُعدّ من المظاهر الفاخرة المستوردة إلى الإمبراطوريّة، كما أن مشروب الشوكولاتة كان يُعدّ من المشروبات المذهِبة للعقل، لذا فقد كان يُمنع عن النساء والأطفال. بالإضافة إلى ذلك، كان أولئك الذين يعيشون في المناطق المحكومة من قبل الأزتيك ملزمين بعرض حبوب الكاكاو لسداد ما عليهم من التزام، حيث كانت بذور الكاكاو تستخدم عادة كعملة. على سبيل المثال، في النظام المالي عند الأزتيك كان الديك الرومي يكلّف 100 حبة كاكاو، في حين أنّ ثمرة أفوكادو واحدة طازجة تكلّف ثلاث حبات فقط لا غير.

### في أوروبا

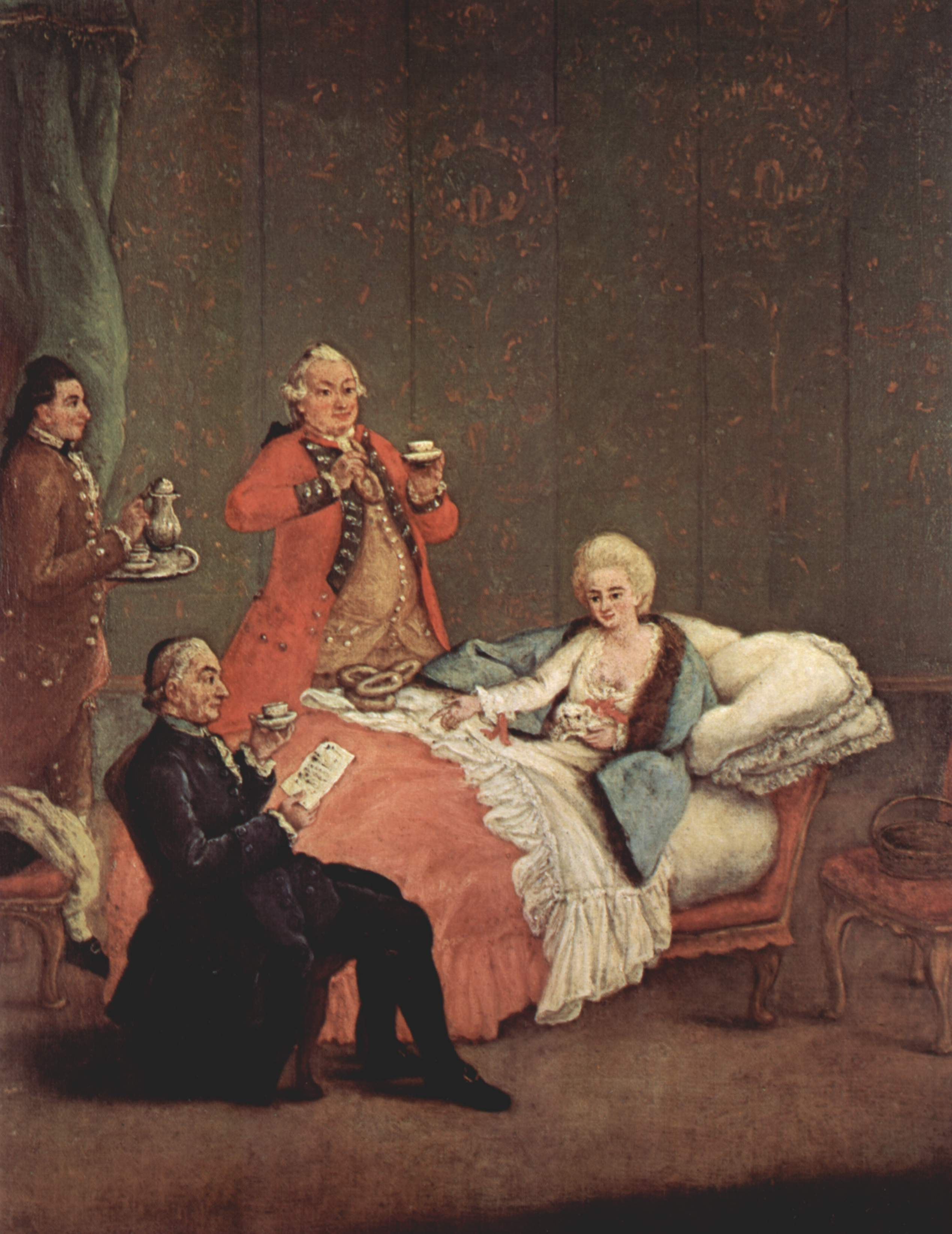
بعد اكتشاف الأمريكيتين، أصبح مشروب الشوكولاتة أحد أرقى المشروبات العصرية. تمثّل ذلك لوحة الشوكولاتة الصباحية للرسام بييترو لونغي، البندقية ـ 1775–1780.

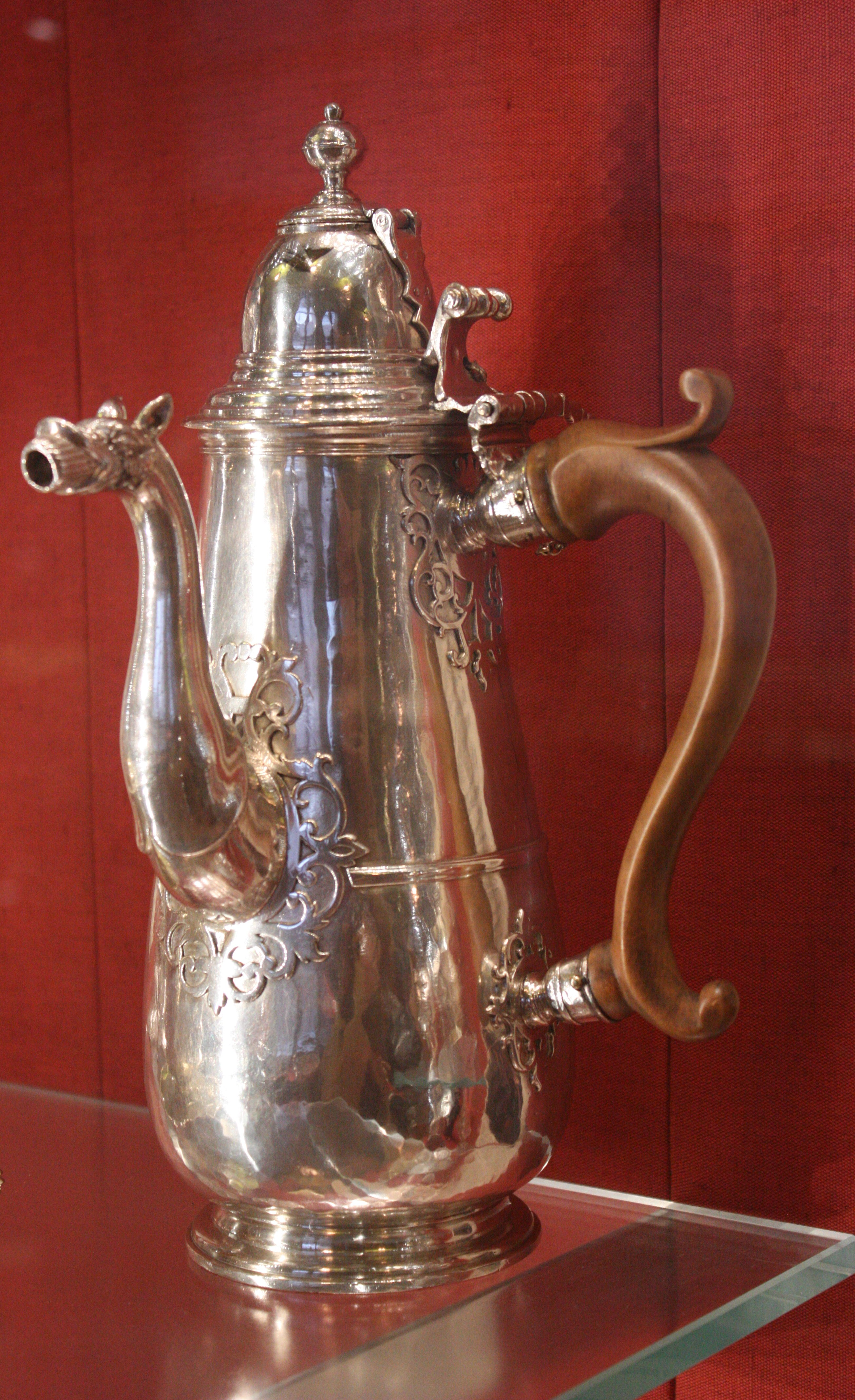
إناء فضّي لمشروب الشوكولاتة، لندن، 1714–1715 (متحف فكتوريا وألبرت).

حتى القرن السادس عشر، لم يكن الأوربيون يعرفون من قبل مشروب الشوكولاتة الذي كان شائعاً في أمريكا الوسطى والجنوبيّة. عندما كان كريستوفر كولومبوس في رحلته الاستكشافيّة الرابعة للقارة الأمريكيّة، وجد هو وابنه فرديناند حبوب الكاكاو من ضمن البضائع المخزّنة في قوارب الكانو التي استولوا عليها، ما يشير إلى أنّ تلك الحبوب كانت تُستخدم للتجارة. يُعتقد أن الكونكيستدور الإسباني إرنان كورتيس هو أوّل من صادف مشروب الشوكولاتة، إذ أنّ ذلك الشراب كان جزءاً من الروتين اليومي بعد العشاء للحاكم مونتيزوما، والذي كان يشربه بكثرة، حسبما أفاد كل من كورتيس والمؤرخ برنال دياث ديل كاستييو، أحد أعضاء الحملة الإسبانيّة على القارة الأمريكيّة.
عندما جلب كولومبوس حبوب الكاكاو معه عائداً إلى إسبانيا، لم يلقَ مشروب الشوكولاتة ذلك الترحيب الكبير، إلى أن قدّم الرهبان ذلك المشروب إلى البلاط الإسباني سنة 1544. ولتعديل مذاق مشروب الشوكولاتة المرّ الذي كان السكّان الأصليون لأمريكا يشربونه، أضاف الإسبان إليه السكّر والعسل. في سنة 1602، واصل مشروب الشوكولاتة طريقه من إسبانيا إلى النمسا، وخلال حوالي مئة سنة، انتشر شراب الشوكولاتة في أغلب أرجاء أوروبا. عُدّ شراب الشوكولاتة من المشروبات المقوّية، وكان يُنصح به كأحد المنشّطات الجنسيّة الطبيعيّة، وحتى القرن التاسع عشر كانت الشوكولاتة تباع في الصيدليّات مستحضرًا للتقويّة.
أدّى ازدياد الطلب على الكاكاو وعلى الشوكولاتة إلى الحاجة إلى تأمين كمّيّة أكبر من العمّال من أجل الزراعة والحصاد، خاصّة أنّ تلك المهام كانت يدويّة؛ فقام الأوروبيون بالتالي بالتوسّع والاستثمار في سوق العبيد في البلدان الاستعماريّة مثل بريطانيا وهولندا وفرنسا، وذلك ما بين أوائل القرن السابع عشر الميلادي إلى نهايات القرن التاسع عشر. كانت الطواحين التي تستمد طاقتها من الرياح أو من جرّ الأحصنة هي المستخدمة لتسريع الإنتاج؛ لكن مع ذلك، كانت الكمّيّة المنتجة غير كافية للعموم، وكانت الطبقات الغنيّة هي الوحيدة القادرة على دفع الكلفة العالية، إلى أن أتت الثورة الصناعية والتي عجّلت من سرعة إنتاج الشوكولاتة من الحبوب باستخدام محرّكات بخاريّة. كان المخترع الفرنسي ديبوسون Debuisson أوّل من أنشأ طاحونة شوكولاتة تعمل بمحرّك بخاري، وذلك في أوائل القرن الثامن عشر.
أدّى ازدياد الكمّيّات المنتجة من الشوكولاتة إلى تطوير أساليب وتقنيات جديدة أحدثت تغييرات جذريّة في قوام ومذاق الشوكولاتة. في سنة 1815، طوّر الكيميائي الهولندي كونراد يوهانيس فان هوتن طريقة تعتمد على معالجة كتلة الكاكاو (سائل الشوكولاتة) بالأملاح القلويّة، ما أدّى إلى التخفيف من مرارتها. بعد فترة وجيزة، وفي سنة 1828 قام بتطوير أداة ضغط لإزالة حوالي نصف كمية الدهن الطبيعي (زبدة الكاكاو) من كتلة الكاكاو، ما جعل الشوكولاتة أرخص ثمناً من ناحية، ومن ناحية أخرى جعلها ذات ثباتيّة أكبر من ناحية الجودة. كان هذا التطوير خطوة نوعيّة في إنتاج الشوكولاتة، ومهّد للعهد الجديد لها.
أفادت الطريقة الهولنديّة في معالجة حبوب الكاكاو في تحويل الشوكولاتة إلى الشكل الصلب، وذلك عندما طوّر المخترع البريطاني جوزيف فراي Joseph Fry تقنيّة تجعل الشوكولاتة قابلة للقولبة بإعادة إضافة زبدة الكاكاو المذابة. كان الحليب يضاف في بعض الأحيان إلى مشروب الشوكولاتة وذلك منذ أواسط القرن السابع عشر، ولكن في سنة 1875 اخترع دانيال بيتر الشوكولاتة بالحليب، وذلك عن طريق مزج الحليب المجفف، الذي طوّره هنري نستله آنذاك، مع كتلة الكاكاو. في سنة 1879 تحسّن قوام ومذاق الشوكولاتة بشكل أكبر ممّا كان عليه، وذلك عندما اخترع رودولف لندت آلة القدر الصدفي.
بالإضافة إلى شركة نستله، ظهر عدد من الشركات المنتجة للشوكولاتة في سويسرا، كان أوّلها مصنع أسسه فرانسوا لوي كالييه François-Louis Cailler سنة 1819 في مدينة فيفي. أمّا في ألمانيا، فيُعد مصنع هالورين Halloren Schokoladenfabrik في مدينة هاله أوّل مصنع لإنتاج الشوكولاتة في ذلك البلد (سنة 1804)، ثم انتشرت المصانع هناك في عدّة مدن، أشهرها Jordan & Timaeus في دريسدن (سنة 1823)، وFranz Stollwerck & Söhne في كولونيا (سنة 1839)، بالإضافة إلى مصانع أخرى في برلين وبريمن. بدأ الإنتاج في التوسّع أواخر القرن التاسع عشر وأوائل القرن العشرين، ومن بين تلك الشركات كادبوري في بريطانيا، والتي كانت تنتج الشوكولاتة المعلّبة منذ 1868.

## الإنتاج

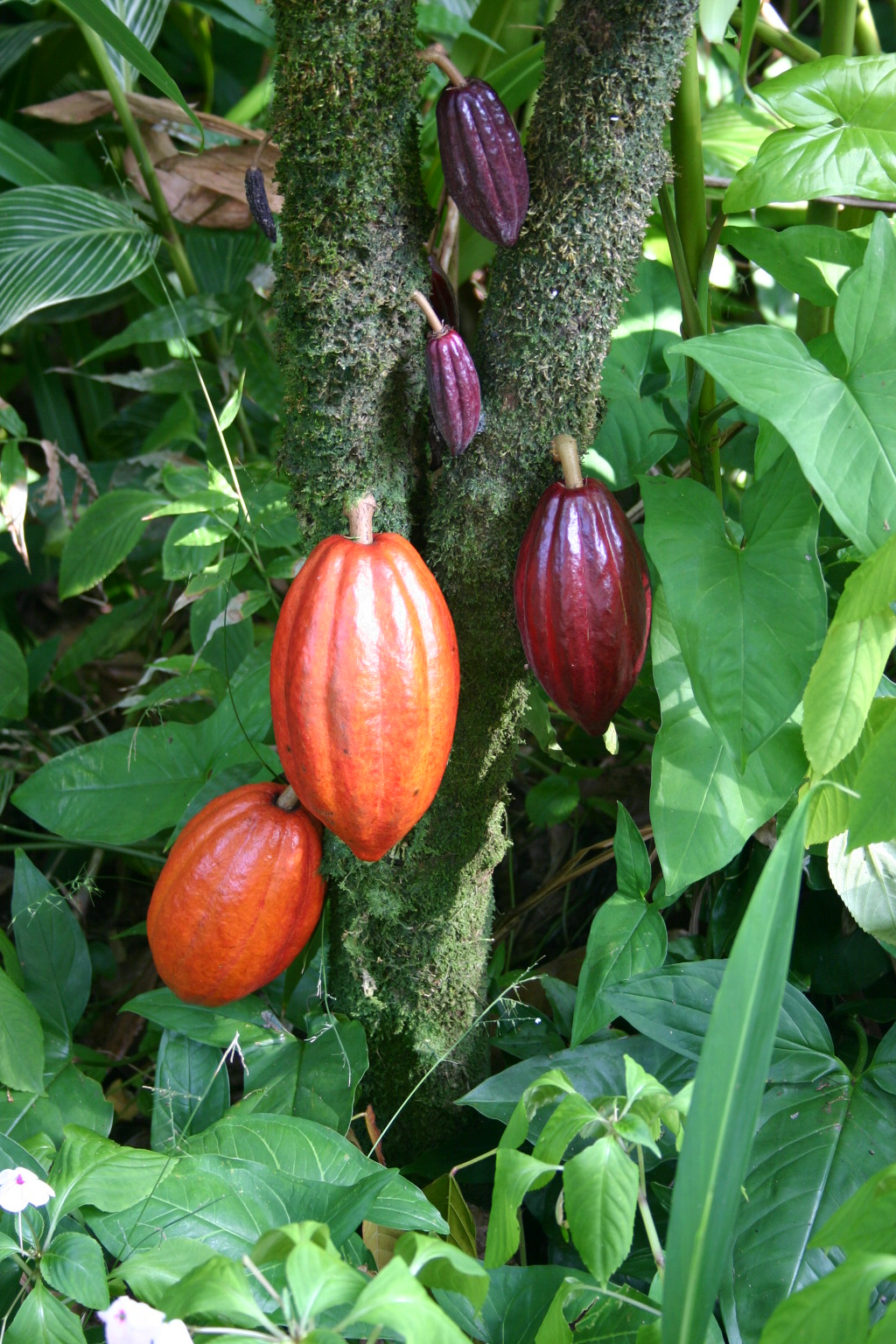
تصنع الشوكولاتة من ثمار (حبوب) الكاكاو. يظهر في الصورة شجرة كاكاو مثمرة بدرجات متفاوتة من النضوج.

إنّ حوالي الثلثين تقريباً من الإنتاج العالمي من الكاكاو مصدره غرب أفريقيا، تحتل فيه دولة ساحل العاج الصدارة بحوالي 43%، وذلك حسب تقديرات منظّمة الكاكاو العالمية WCF. إنّ هناك العديد من سكّان العالم الذين يعتمد قوت عيشهم على الكاكاو، ويقدّر عددهم بحوالي 50 مليون شخص. إنّ الأبحاث العلميّة حول فكّ شيفرة المجموع المورثي (الجينوم) لشجرة الكاكاو يمكن أن تؤدّي إلى تطوير مردود الإنتاج.

### شجرة الكاكاو

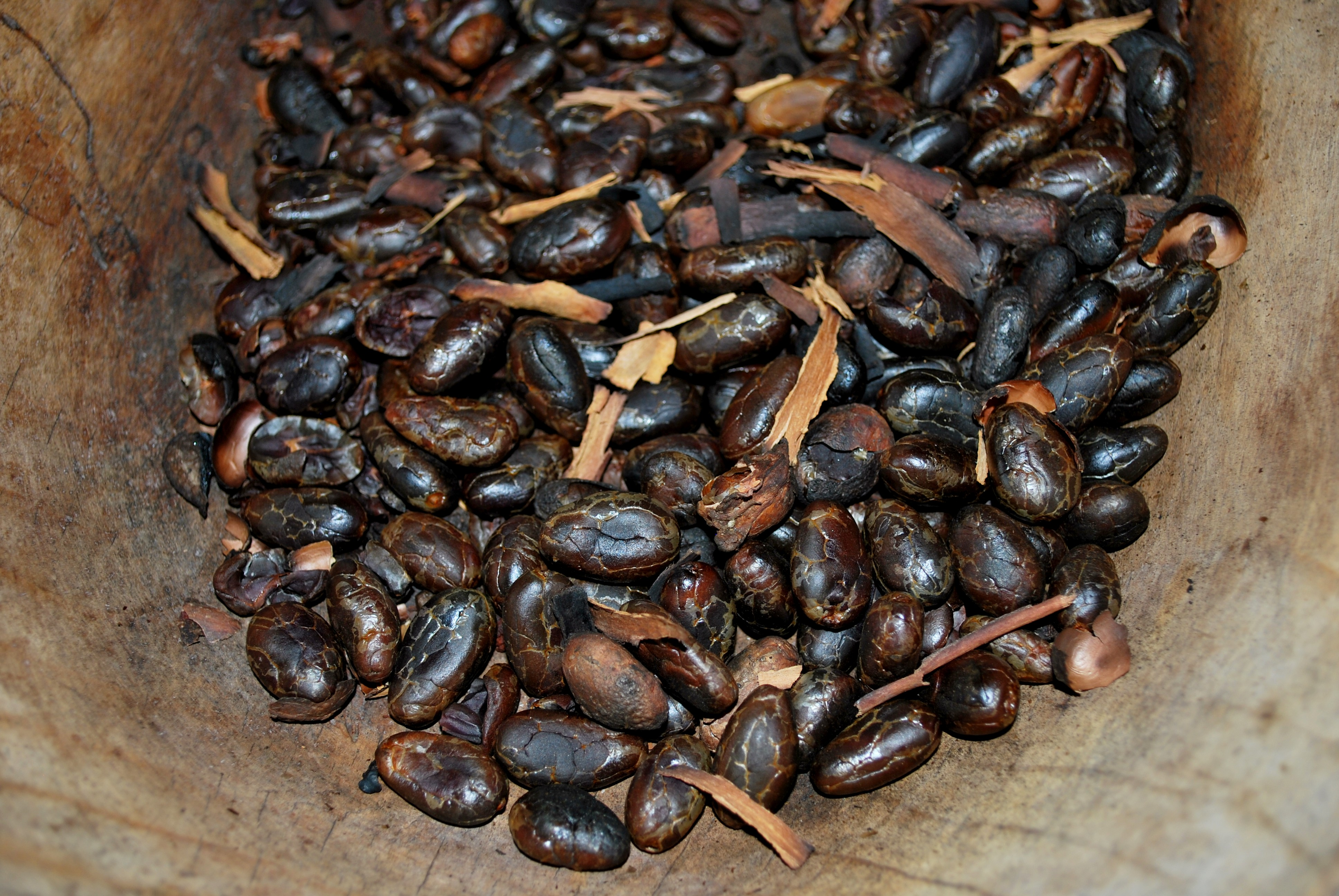
حبوب كاكاو محمّصة

تصنع الشوكولاتة من حبوب الكاكاو، والتي يحصل عليها من بذور ثمار شجرة الكاكاو Theobroma cacao، وتعني كلمة ثيوبروما Theobroma طعام الآلهة، وتلك التسمية أطلقها كارولوس لينيوس أول مرّة. وشجرة الكاكاو هي شجيرة صغيرة دائمة الخضرة طولها يتراوح بين 4 إلى 8 أمتار، يعود موطنها الأصلي إلى المناطق الاستوائية في أمريكا الوسطى والجنوبيّة. تحتاج شجرة الكاكاو إلى تربة خصبة ذات ماء وفير، وهي عادةً ما تنمو ضمن الشريط على طرفي خط الاستواء بمقدار 20°، بحيث توفر تلك المناطق الظروف المناخيّة الملائمة لنموّ شجرة الكاكاو، وخاصّة فيما يتعلّق بالهطول المطري، إذ أنّ الشجرة تحتاج إلى معدّل سنوي مقداره حوالي 2000 مليمتر من الأمطار، ودرجات حرارة تتراوح بين 21 إلى 32 °س، مع العلم أنّ شجرة الكاكاو لا تتحمّل درجات حرارة أقلّ من 15 °س.
تكون الثمار، والتي تسمى أيضاً قرون الكاكاو، على شكل بيضاوي طولها بين 15-30 سم وعرضها بين 8-10 سم، ويختلف لونها حسب درجة النضج بين الأصفر إلى البرتقالي، ويصل وزنها إلى 500 غ عندما تكون ناضجة.

### أنواع الكاكاو

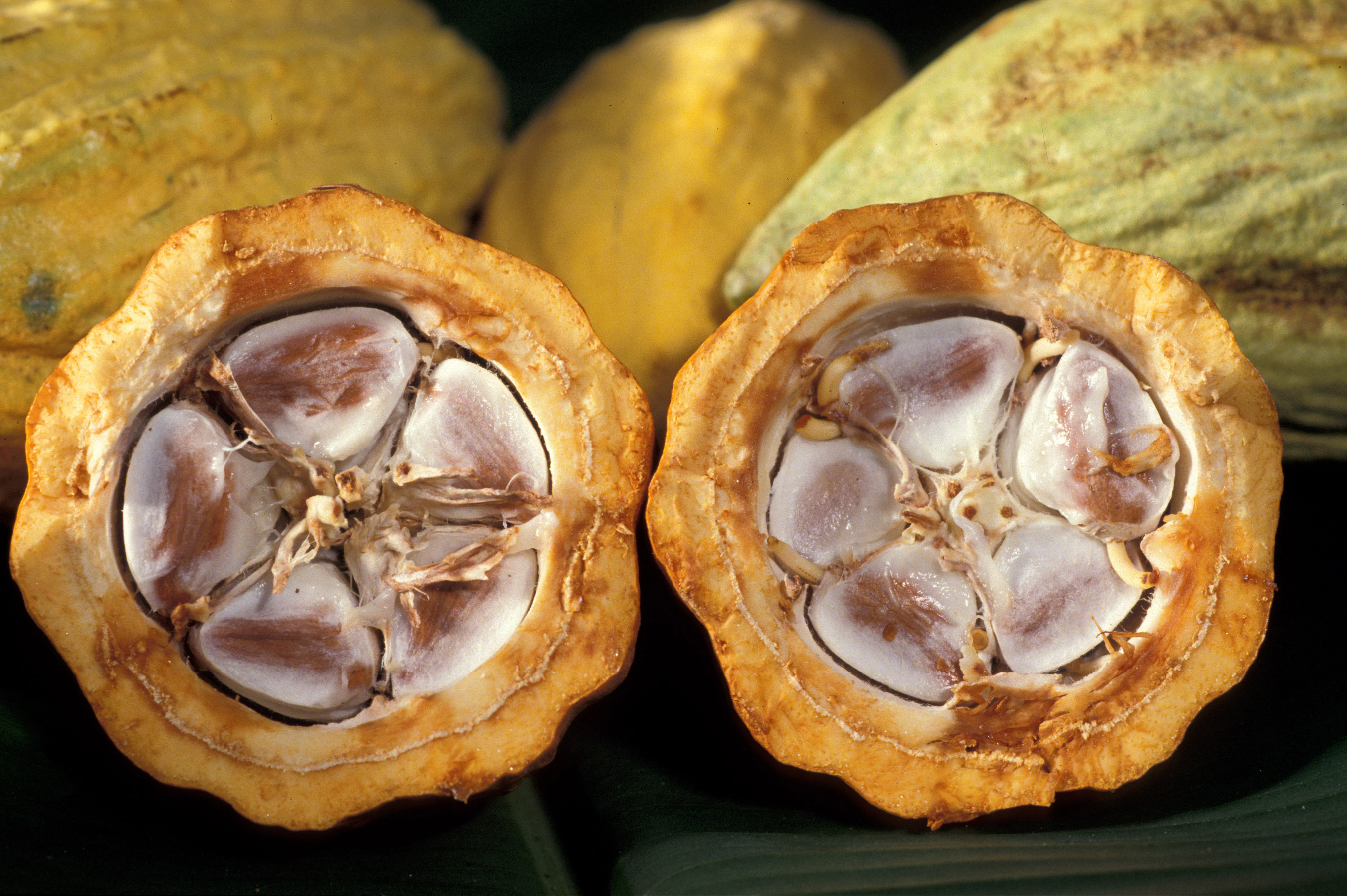
مقطع عرضي لقرون الكاكاو، يظهر داخلها حبوب الكاكاو الناضجة.

هناك ثلاثة أنواع رئيسيّة من حبوب الكاكاو التي تستخدم في صناعة الشوكولاتة، وهي كريوللو criollo وفوراستيرو forastero وترينيتاريو trinitario.
كريوللو
يمثّل نوع كريوللو حوالي 5% فقط من أنواع حبوب الكاكاو في العالم، وهو بالتالي أندر أنواع حبوب الكاكاو في السوق وأغلاها ثمناً. ينمو هذا النوع في أمريكا الوسطى، وفي جزر البحر الكاريبي، وفي الجانب الشمالي من دول القارة الأمريكيّة الجنوبيّة.
تصعب زراعة حبوب الكريوللو بشكل خاص، وذلك بسبب أنّها عرضة إلى العديد من التهديدات البيئيّة، ممّا يجعل مردود شجرة الكاكاو من الثمار قليلاً. يوصف مذاق الشوكولاتة المنتجة من حبوب الكريوللو على أنه معقّد، لا يشبه الطعم الكلاسيكي للشوكولاتة كثيراً، ولكنه غني في الأمور الثانويّة للمذاق، مثل الطعم المستدام في الفمّ.
فوراستيرو
وهو أكثر أنواع حبوب الكاكاو زراعة، وهو النوع الذي يزرع في أفريقيا، مع العلم أنّ أصوله تعود إلى منطقة حوض الأمازون. وتعطي شجرة الكاكاو من هذا النوع مردوداً أكبر من الثمار بالمقارنة مع كريوللو.
ينتشر استخدام حبوب فوراستيرو في صناعة الشوكولاتة، حيث أنّ الشوكولاتة المصنوعة منها تتميّز بأنّ لها المذاق الكلاسيكي النمطي للشوكولاتة، إلّا أنّ الطعم يبقى لفترة قصيرة، ولا توجد مذاقات ثانويّة داعمة، ممّا يعطي بالتالي المذاق الخفيف من الشوكولاتة.
ترينيتاريو
وهو هجين طبيعي من كريوللو وفوراستيرو تعود أصوله إلى ترينيداد. يمكن القول بشكل تقريبي أنّ كلّ الكاكاو المنتج في العقود الخمسة الأخيرة هو من أنواع فوراستيرو أو ترينيتاريو.

### المعالجة
بعد أن تقطف قرون الكاكاو (الثمار) من شجرة الكاكاو، وذلك باستخدام وسائل تقليديّة مثل منجل ماشيتي أو بإسقاط الثمار بضربها بالعصا، تجري عملية إزالة الحبوب مع اللبّ المحيط بها وتوضع في أواني وقدور على شكل أكوام، في حين أنّ القشرة ترمى وتطرح. تجري بعد ذلك عمليّة تخمير، حيث تقوم المتعضيّات الحيويّة بدورها حسب العمليّة، إذ أن الخميرة تعطي الإيثانول، وبكتريا حمض اللبنيك تعطي حمض اللبن، أما بكتريا حمض الخليك فتعطي حمض الخل. تدوم عملية التخمير حوالي الأسبوع، وهي تعطي عدّة منتجات وسطيّة لها تأثير على الطعم النهائي للشوكولاتة. من المهم إجراء عملية القطاف لقرون الكاكاو عندما تكون في حالة تمام النضج، لأنّه في حال كانت القرون غير ناضجة، فإنّ الحبوب ستكون ذات محتوى أقل من زبدة الكاكاو، أو أنّ كمّيّة السكّريّات في اللبّ الأبيض ستكون غير كافية من أجل التخمير، ممّا سيؤدّي في النهاية إلى طعم ضعيف للشوكولاتة الناتجة.
بعد انتهاء عملية التخمير ينبغي تجفيف الحبوب بشكل سريع من أجل تجنّب نموّ العفن. في حال كانت الظروف المناخيّة ملائمة، فإنّ عمليّة التجفيف هذه عادةً ما تتمّ بنشر الحبوب تحت أشعّة الشمس، وذلك لفترة زمنيّة تتراوح بين خمسة إلى سبعة أيّام. تنقل الحبوب المجفّفة بعد ذلك إلى منشآت ومعامل صناعة الشوكولاتة، حيث تتمّ هناك عمليّة غسل لتلك الحبوب وتصفيتها من الأمور العالقة أثناء القطاف من أغصان وحجارة ومواد متبقيّة أخرى. تجري بعد ذلك عمليّة تحميص ثمّ عمليّة تقشير، من أجل إزالة قشرة كلّ حبّة للحصول على اللبّ، والذي يطحن فيما بعد ويسيّل، بحيث نحصل في النهاية على الشوكولاتة الصافية بالحالة السائلة، والتي تعرف باسم سائل الشوكولاتة، أو كتلة الكاكاو. تعالج كتلة الكاكاو فيما بعد للحصول على مكوّنين وهما مسحوق الكاكاو وزبدة الكاكاو.

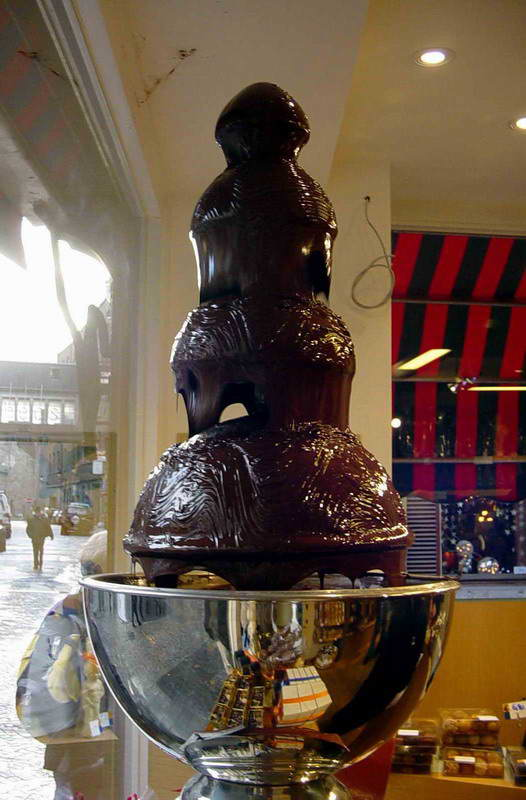
تصنع نافورة الشوكولاتة عادة بإضافة كمّيّات مرتفعة نسبياً من زبدة الكاكاو، وذلك من أجل إتاحة الفرصة للشوكولاتة أن تسيل لتقديمها على شكل فوندو.

### مزج المكوّنات
تمزج كتلة الكاكاو مع مكوّنات أخرى، يعتمد نوعها ونسبتها حسب نوع الشوكولاتة المراد تصنيعها. إنّ المواد الأساسيّة التي تمزج مع كتلة الكاكاو هي حسب النوع كالتالي:
- الشوكولاتة الداكنة: زبدة الكاكاو، مسحوق الكاكاو، سكّر.
- الشوكولاتة بالحليب: زبدة الكاكاو، مسحوق الكاكاو، حليب (عادي أو مجفف)، سكّر.
- الشوكولاتة البيضاء: زبدة الكاكاو، حليب (عادي أو مجفف)، سكّر.

يضاف إلى كتلة الكاكاو عادة عامل استحلاب وذلك من أجل الحصول على قوام طري للشوكولاتة الناتجة، وذلك بنسبة أعظمية من 0.2%. يمكن لعامل الاستحلاب أن يكون طبيعيّاً مثل ليسيثين الصويا، أو صناعيّاً مثل بولي غليسيرول بولي ريسينوليات PGPR (رقم إي: E476)، وهو مشتقّ من زيت الخروع. يفيد عامل الاستحلاب بالتقليل من كمّيّة زبدة الكاكاو المضافة، مع المحافظة على مذاق الشوكولاتة المميّز في الفمّ.
تختلف نسب المكوّنات المضافة في المزيج حسب المصنّع، إذ أنّ لكل منهم لمسته الخاصة والمنتج النهائي المميّز بمذاقه، ولكن هناك نسب دنيا من زبدة الكاكاو ومسحوق الكاكاو يجب أخذها بعين الاعتبار، وهذه النسب عادةً ما تحدّدها الهيئات والمنظّمات المختصّة بالجودة في البلدان المعنيّة. خاصّة أنّ بعض الأنواع الرديئة من الشوكولاتة يستخدم فيها مصنّعوها دهناً غير زبدة الكاكاو مثل الزيوت النباتية، كما يضيفون إليها منكّهات صناعيّة لتغطية غياب النكهة الطبيعيّة من الحبوب المحمّصة. على سبيل المثال، لا تسمح إدارة الغذاء والدواء الأمريكيّة حالياً بإطلاق اسم شوكولاتة على أيّ منتج غذائي يستخدم فيه زيوت نباتيّة مهدرجة كبديل عن زبدة الكاكاو، كما أصدر الاتحاد الأوروبي توصيات قانونيّة مشابهة فيما يخصّ ذلك الصدد.

### المزج بالقدر الصدفي

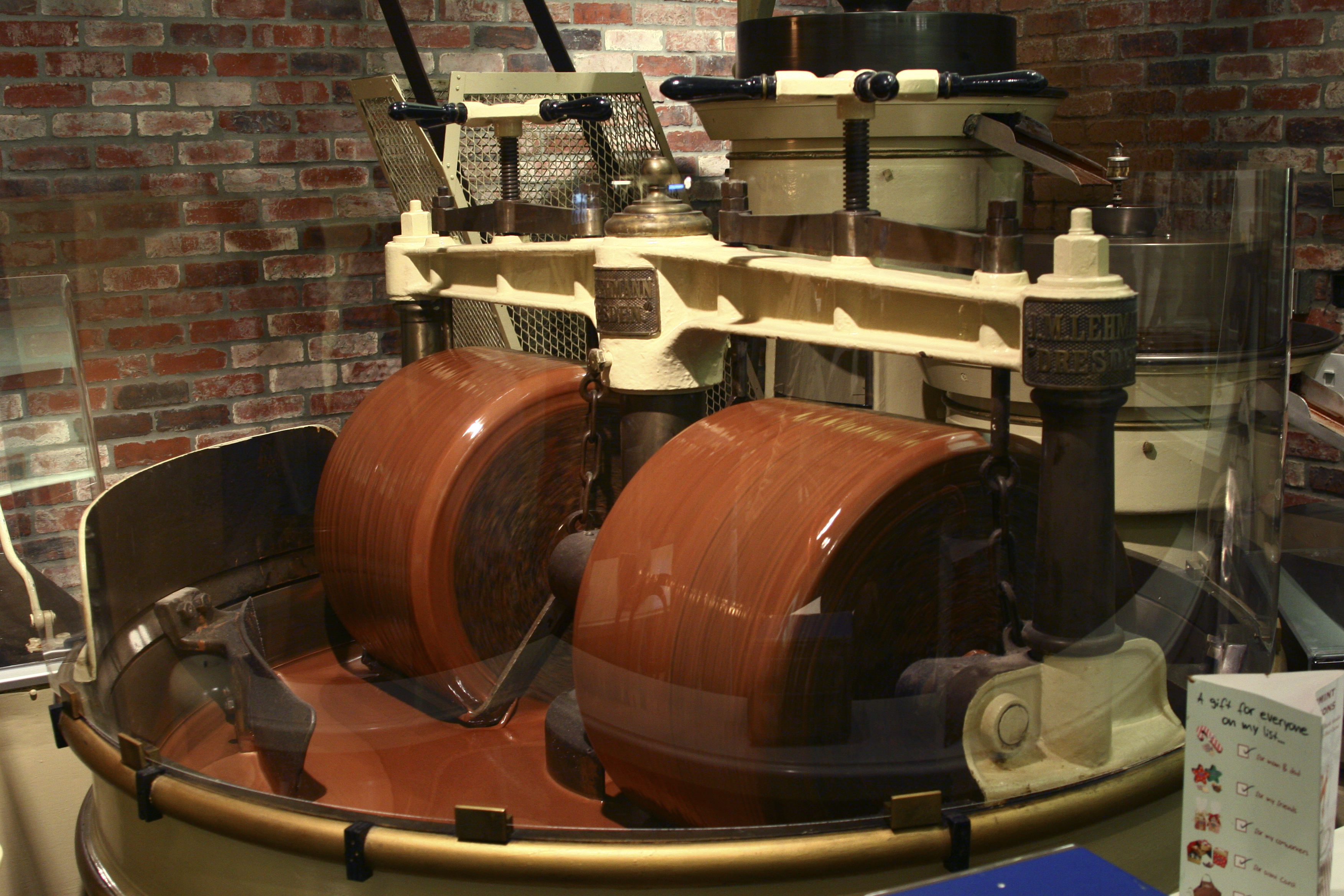
مزج مكونات الشوكولاتة

بعد أن تخلط المكوّنات اللازمة لإنتاج نوع الشوكولاتة المحدّد، يمزج المجموع في قدر خاص يدعى القدر الصدفي Conching، وهو خلّاط من نوع خاص يحوي على عقد معدنيّة، تقوم بدور طاحونة كرويّة، كما أنّ الأرضيّة تكون مموّجة مثل الأصداف عن طريق إضافات معدنيّة تعطي هذا القدر اسمه التقني. تبقى الشوكولاتة المعالجة بهذا الأسلوب في الشكل السائل نتيجة حرارة الاحتكاك، كما تفيد المعالجة بالقدر الصدفي في إضفاء تجانس لقوام الشوكولاتة الناتجة، حيث تكون قبل هذه المرحلة ذات قوام غير متجانس ومبرغل. إنّ جسيمات الكاكاو والسكّر بعد عمليّة المعالجة هذه تكون ذات أبعاد صغيرة جدّاً، بحيث أنّ اللسان بالكاد يشعر بها عند تذوّقها، بالتالي يضفي ذلك المذاق المميّز للشوكولاتة في الفم.
يفيد طول الفترة الزمنيّة المستغرقة في معالجة الشوكولاتة في تحديد النعومة النهائيّة للمكوّنات، وبالتالي يؤثّر ذلك على جودة المنتج النهائي. إنّ الشوكولاتة ذات الجودة العالية يلزمها قضاء حوالي 72 ساعة في القدر الصدفي، بالمقابل، فإنّ الشوكولاتة ذات النوعيّة الرديئة تقضي في ذلك القدر من أربع إلى ست ساعات. بعد انتهاء العمليّة تخزّن الكتلة الناتجة من الشوكولاتة في خزّانات تسخّن إلى 45-50 °س، وذلك قبل المرحلة النهائيّة.

### التطبيع
تدعى المرحلة الأخيرة في إنتاج الشوكولاتة باسم التطبيع (أو التشكيل Tempering)، ويهدف من خلالها ترك كتلة الشوكولاتة السائلة أن تبرد بشكل موجّه بحيث نحصل على الجودة المطلوبة لمنتج الشوكولاتة النهائي. إنّ عمليّة التبلور العشوائيّة لزبدة الكاكاو تعطي في النهاية بلّورات ذات أحجام مختلفة، يكون بعضها أو كلّها كبيراً بالقدر الكافي بحيث يمكن أن تُرى بالعين المجردة، ممّا يسبّب ظهور بقع على سطح الشوكولاتة مع اختفاء اللّمعة، كما أن الشوكولاتة نفسها تتفتّت بدل أن تُكسر كوحدة متكاملة عند قطعها. إنّ الشوكولاتة التي تقرمش عند قضمها تحوي في بنيتها على بلّورات صغيرة من زبدة الكاكاو، والتي يحصل عليها بإجراء عملية تطبيع جيّدة، وفي الحالة المثالية تكون أبعادها بين 10 - 20 ميكرومتر.
يمكن للدهون في زبدة الكاكاو أن تتبلور على هيئة ستة أشكال.
| البلورة | نقطة الانصهار | ملاحظات                                                                               |
| ------- | ------------- | ------------------------------------------------------------------------------------- |
| I       | 17 °س         | طريّة، سهلة التفتّت، تذوب بسهولة                                                        |
| II      | 21 °س         | طريّة، سهلة التفتّت، تذوب بسهولة                                                        |
| III     | 26 °س         | متماسكة، سيّئة القضم، تذوب بسهولة                                                      |
| IV      | 28 °س         | متماسكة، جيّدة القضم، تذوب بسهولة                                                      |
| V       | 34 °س         | لامعة، متماسكة، ذات قضم ممتاز، تذوب عند درجات حرارة قريبة من درجة حرارة الجسم (37 °س) |
| VI      | 36 °س         | صلبة، تأخذ أسابيع لتتشكّل                                                              |

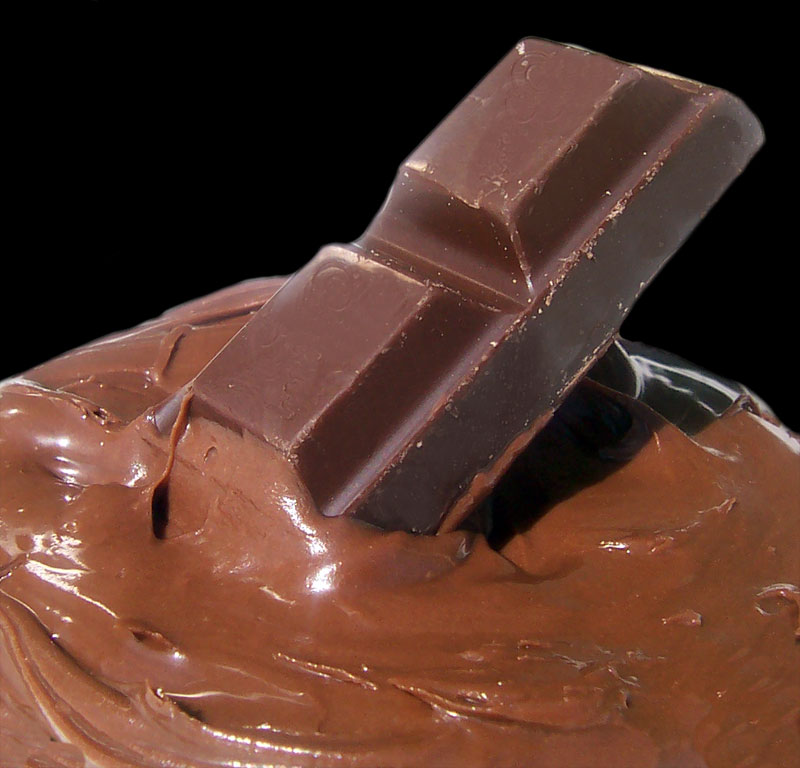
قطعة شوكولاتة صلبة مغمّسة في شوكولاتة ذائبة.

إنّ القطعة الصلبة من الشوكولاتة تتكوّن من جسيمات دهنية من زبدة الكاكاو ذات بنية بلّورية صلبة، ممّا يعطي الشوكولاتة قوامها الصلب المتماسك. عند ازدياد درجة الحرارة، تصبح بلورات زبدة الكاكاو متعدّدة الأشكال قادرةً على التفلّت من الشبكة البلورية، بحيث أنّ الشوكولاتة في النهاية تصبح على شكل سائل (عملية انصهار). بإزالة المصدر الحراري أو بإجراء عمليّة تبريد تعود زبدة الكاكاو للتشكّل على هيئة بلّورات صلبة مرّة أخرى، والتي تكون متقاربة فيما بينها بحيث تصبح الشوكولاتة صلبة مرّة أخرى. تعتمد درجة الحرارة التي تكتسب عندها البلّورات الطاقة الكافية من أجل التفلّت من الشبكة البلوريّة الصلبة على نسبة محتوى الشوكولاتة من دهن الحليب، وعلى شكل جزيئات ذلك الدهن، بالإضافة إلى شكل دهن زبدة الكاكاو، إذ أنّ الشوكولاتة ذات المحتوى المرتفع من الدهن تنصهر عند درجات حرارة أقلّ.
بشكل عام، عند إجراء عملية التطبيع، تسخّن الشوكولاتة أوّلاً إلى درجة حرارة تبلغ حوالي 45 °س، بحيث تكون كافّة الأشكال الستّة من البلّورات مصهورة. بعد ذلك، تبرّد الشوكولاتة إلى حوالي 27 °س، ممّا يسمح للأشكال IV وV لأن تتشكّل. عند درجة الحرارة تلك، فإنّ الشوكولاتة تميل لأن تتبلور على شكل بلّورات صغيرة (نوى تبلور)، والتي تسهم في نشر هذا النمط من التبلور في الشوكولاتة. تسخّن الشوكولاتة بعد ذلك إلى حوالي 31 °س، من أجل التخلص من الشكل IV، والإبقاء على الشكل V، وهو الشكل ذو القوام المفضّل. عند هذه النقطة، يؤدّي أي تجاوز لدرجة الحرارة بالتسخين الزائد إلى إفشال عملية التطبيع على الشكل V، بحيث يجب إعادة العملية من البداية. يمكن كحل بديل إضافة شوكولاتة مطبّعة ذات شكل نهائي متبلور إلى مزيج الشوكولاتة المراد تطبيعها، بحيث تفيد في تشكيل بلّورات زبدة الكاكاو على الشكل المطلوب. يمكن قياس مدى درجة التطبيع باستخدام آلة مقياسية، يعتمد المبدأ فيها على قياس درجة الحرارة اللازمة لبَلْورة وزن قياسي من الشوكولاتة عند تبريدها بشكل منتظم."

### التخزين

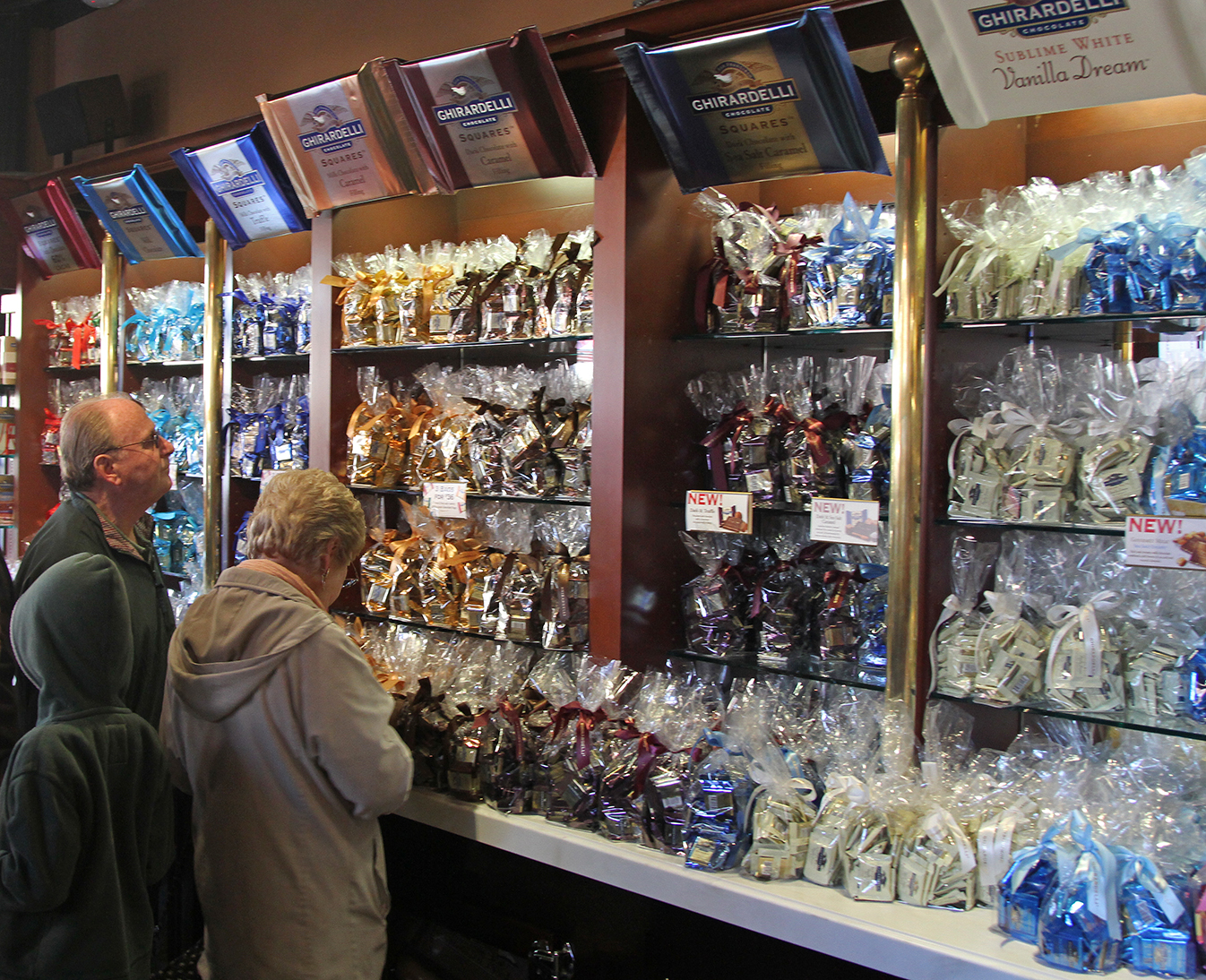
قسم خاص للشوكولاتة في متجر.

إنّ الشوكولاتة حسّاسة جداً تجاه درجة الحرارة والرطوبة، لذلك يجب اتباع شروط تخزين مناسبة لهذه السلعة الاستهلاكية. تتراوح درجات الحرارة المثالية للتخزين بين 15 إلى 17 °س، مع وجود نسبة رطوبة أقلّ من 50%. عادةً ما تخزّن الشوكولاتة بمعزل عن باقي المواد الغذائيّة في المتاجر، إذ أنّ للشوكولاتة المقدرة على امتصاص الروائح المختلفة. تعبّأ الشوكولاتة في العادة في شكل مغلّف، وتخصّص لها أجنحة في المتاجر والدكاكين، في حال لم يكن المتجر مختصّاً ببيعها، وذلك مع ضمان الشروط الملائمة للتخزين.
عند تخزين الشوكولاتة ضمن ظروف غير مناسبة يمكن أن تحدث ظاهرة تعرف باسم تزهير الشوكولاتة "blooming". يمكن أن يحدث تزهير الدهن عند تخزين الشوكولاتة عند درجات حرارة تفوق 24 °س، في حين أن تزهير السكّر يحصل عند تخزين الشوكولاتة تحت 15 °س، أو عند التخزين في أماكن رطبة. يمكن التخلّص من تلك الظاهرة بإعادة تطبيع الشوكولاتة، أو باستخدام الشوكولاتة في تطبيقات تستلزم وجودها على شكل مصهور. يعود سبب التزهير إلى أنه في حال تبريد الشوكولاتة أو تجميدها، فإنها تمتصّ عادةً كمّيّة من الرطوبة بشكل كاف ليسبب ذلك ابيضاض في اللون، وهو أمر يعود إلى بروز بلّورات من السكر أو الدهن إلى السطح. على الرغم من أن مظهرها قد لا يبدو مستساغاً، إلّا أن الشوكولاتة التي تعاني من حالة تزهير، لا تؤثّر على خصائصها وعلى قابليتها للاستهلاك.

## صناعة الشوكولاتة
| البلد            | الاستهلاك |
| ---------------- | --------- |
| سويسرا           | 11.9      |
| ألمانيا          | 11.6      |
| المملكة المتحدة  | 9.7       |
| النرويج          | 9.4       |
| الدنمارك         | 8.5       |
| النمسا           | 7.9       |
| فنلندا           | 7,3       |
| السويد           | 6.4       |
| فرنسا            | 6.3       |
| الولايات المتحدة | 5.3       |
| أستراليا         | 4.5       |
| بلجيكا           | 4.4       |
| إيطاليا          | 3.7       |
| جمهورية أيرلندا  | 3.7       |
| إسبانيا          | 3.6       |
| اليابان          | 2.2       |

تعدّ صناعة الشوكولاتة من الصناعات الرائجة، وهي تنمو باستمرار، إذ تقدّر كمّيّة المال المستثمر فيها بحوالي 50 مليار دولار أمريكي في السنة، وذلك بالتركيز على المبيعات في سائر أرجاء العالم. تبلغ حصّة أوروبا من هذه الصناعة حوالي 45% من قيمة عائدات الشوكولاتة في العالم، في حين أنّ الولايات المتّحدة الأمريكيّة تبلغ حصّتها ما يعادل 20 مليار دولار أمريكي (حوالي 40%). نشأت في الآونة الأخيرة تكتّل من شركات إنتاج شوكولاتة أوروبية وأمريكية اسمه Big Chocolate، ينتج ما قيمته 13 مليار دولار أمريكي في السنة من مبيعات الشوكولاتة، ويشكل ما مقداره ثلثي الإنتاج في الولايات المتّحدة الأمريكيّة. على الرغم من توسّع سوق صناعة الشوكولاتة عالميّاً، إلّا أنّ مزارعي الكاكاو والعاملين في الخطوات الأوليّة لهذه الصناعة غير مدركين لحجم مبيعات هذه السلعة ولقيمتها، حتّى أنّ بعض العاملين في ساحل العاج، لم يكونوا يعرفون مذاق الشوكولاتة من قبل، وذلك لغلاء سعرها في تلك البلدان الفقيرة.

### العبوديّة
بيّنت تقارير أنّ ظروف العمل في البلدان المنتجة للكاكاو في أفريقيا قاسية جداً وغير مناسبة، حيث يستغل هؤلاء الأطفال في أعمال شاقة ومتعبة. على سبيل المثال، يعمل حوالي 12 ألف طفل كالعبيد في مزارع الكاكاو في ساحل العاج، والتي تعدّ أكثر بلدان العالم إنتاجاً للشوكولاتة. لقت القضية ضجّة في الأوساط العالمية، ووصلت إلى منظمات حقوقية وإنسانية لمكافحة هذا الأمر، كما قامت بعض وسائل الإعلام بإصدار تقارير عن هذا الأمر.

### الأنواع
يمكن التمييز بين العديد من أنواع الشوكولاتة. تحوي الشوكولاتة الصافية دون إضافات وغير المحلّاة على مسحوق الكاكاو وعلى زبدة الكاكاو بشكل رئيسي وبنسب مختلفة، تدعى تلك الشوكولاتة باسم الشوكولاتة المرّة. إنّ أكثر الشوكولاتة المستهلكة في الوقت الحالي تكون محلّاة، بحيث تجمع بين الشوكولاتة والسكر. يمكن إن يضاف الحليب للحصول على الشوكولاتة بالحليب، وهي من الأنواع الحلوة للشوكولاتة، والتي تحوي على الحليب المجفف أو المكثّف. في المملكة المتحدة وإيرلندا، يجب على شوكولاتة الحليب أن تحوي 20% على الأقل من مسحوق الكاكاو الصلب الجاف، في حبن أنّ باقي دول الاتحاد الأوروبي تشترط وجود 25% على الأقل.
تعدّ الشوكولاتة الداكنة أحد أنواع الشوكولاتة، وتسمّى أيضاً الشوكولاتة السوداء، وهي تحتوي على زبدة الكاكاو والسكر والفانيليا وأحد أنواع المستحلبات التي تساعد في مزج الدهن بباقي المكونات، وهي خالية تماماً من الحليب كما تنصّ قوانين الاتحاد الأوروبي وأمريكا. تدعو إدارة الغذاء والدواء الأمريكيّة هذا النوع من الشوكولاتة باسم الشوكولاتة الحلوة، ويلزم لإنتاجها 15% من كتلة الكاكاو. بالمقابل، يحدد الاتحاد الأوروبي نسبة 35% على الأقل من مسحوق الكاكاو من أجل إنتاج الشوكولاتة الداكنة.
إنّ الشوكولاتة غير المحلّاة هي عبارة عن كتلة كاكاو صافية ذات طعم مرّ غير مستساغ، يمكن التحكّم بدرجة حلاوة الشوكولاتة الداكنة عن طريق ضبط كمّيّة السكّر المضافة؛ حيث يمكن الحصول على شوكولاتة نصف حلوة، وهي شوكولاتة داكنة ذات محتوى قليل من السكّر. كما أنّ هناك الشوكولاتة المرّة الحلوة، وهي عبارة عن كتلة كاكاو يضاف إليها سكّر وزبدة كاكاو إضافية وفانيليا، وفي بعض الأحيان يضاف الليسيثين أيضاً.
تحوي الشوكولاتة البيضاء على زبدة الكاكاو والسكّر والحليب، لكنّها تكون خالية من مسحوق الكاكاو الصلب. تشبه الشوكولاتة البيضاء من حيث القوام كلّ من الشكوكولاتة الداكنة والشوكولاتة بالحليب، ولكنّ عدم احتوائها على مسحوق الكاكاو لا يجعلها في بعض الدول كأحد أنواع الشوكولاتة على الإطلاق.
| النوع            | سكّر  | زبدة الكاكاو | كتلة الكاكاو | حليب مجفّف |
| ---------------- | ---- | ------------ | ------------ | --------- |
| شوكولاتة داكنة   | 47 غ | 4 غ          | 48 غ         | –         |
| شوكولاتة بالحليب | 48 غ | 18 غ         | 12 غ         | 22 غ      |
| شوكولاتة بيضاء   | 46 غ | 28 غ         | –            | 26 غ      |

## المنتجات

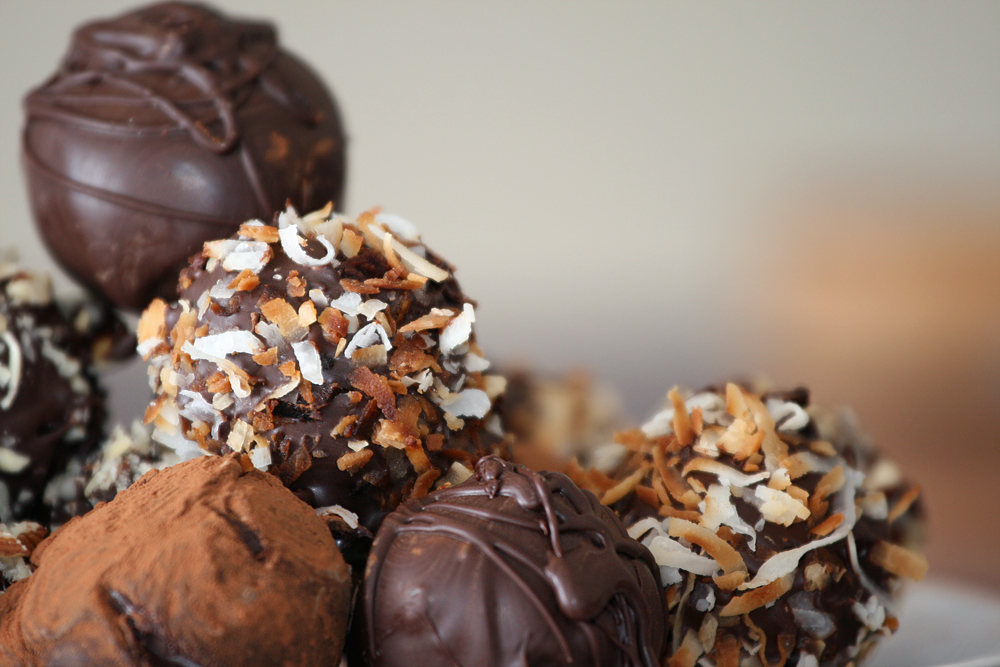
شوكولاتة تروفل

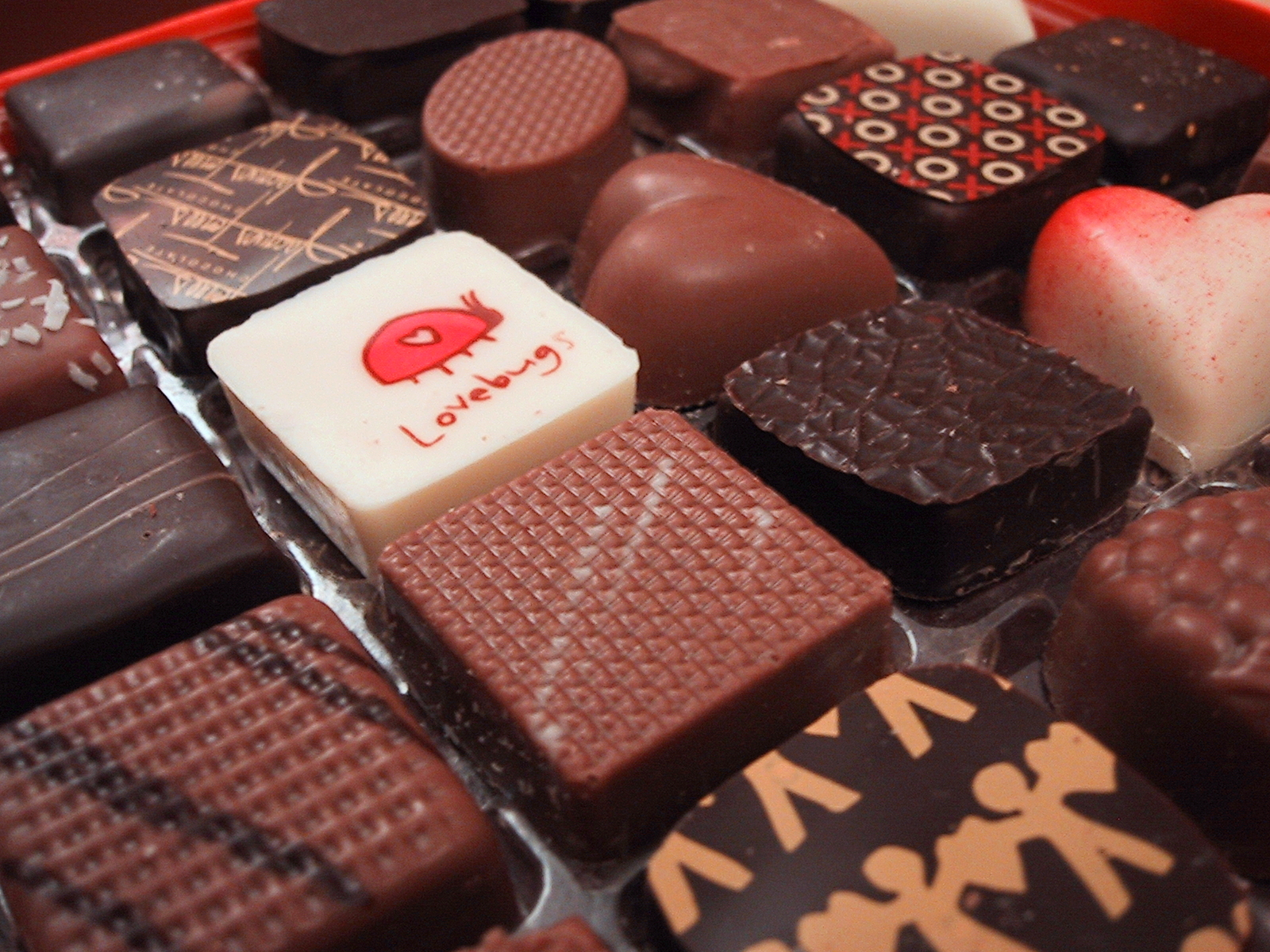
برالين

تعدّ مهنة منتج الشوكولاتة بالإضافة إلى الشوكولاتي المهنتين الأساسيتين المترافقتين بإنتاج الشوكولاتة. يقوم منتجو الشوكولاتة بحصاد ثمار الكاكاو والمكوّنات الأخرى ومعالجتها من إجل إنتاج شوكولاتة التغطية، في حين أنّ الشوكولاتيّة يقومون باستعمال شوكولاتة التغطية لتحضير حلويات الشوكولاتة من قطع وقوالب وغيرها من المنتجات.
هناك تنوّع كبير في منتجات الشوكولاتة، والتي يمكن أن تسوّق وتباع على شكل قطع مغلّفة للاستهلاك المباشر، كما أنّ الشوكولاتة تستخدم لتحضير منتجات وحلويات أخرى مثل البرالين والتروفل والنوغة والمرصبان وغيرها. يتفنّن الشوكولاتيّة في تحضير الحلويّات الحاوية على الشوكولاتة وفي مزجها مع مكونات أخرى مثل الكريمة والمكسّرات وغيرها من المكوّنات.

أشهر البلدان في إنتاج الشوكولاتة هي بلجيكا وسويسرا وألمانيا، حيث يكثر في تلك البلدان وجود محلّات تبيع الشوكولاتة، وتقوم بطرح منتجاتها المعدّة يدويّاً للبيع، حيث تمزج كتلة الكاكاو مع المواد العطريّة والمنكّهات بوصفات خاصّة. تعدّ تلك المحلّات التقليديّة أماكن جذب للسيّاح من كافّة أنحاء العالم.

## الجوانب الصحية

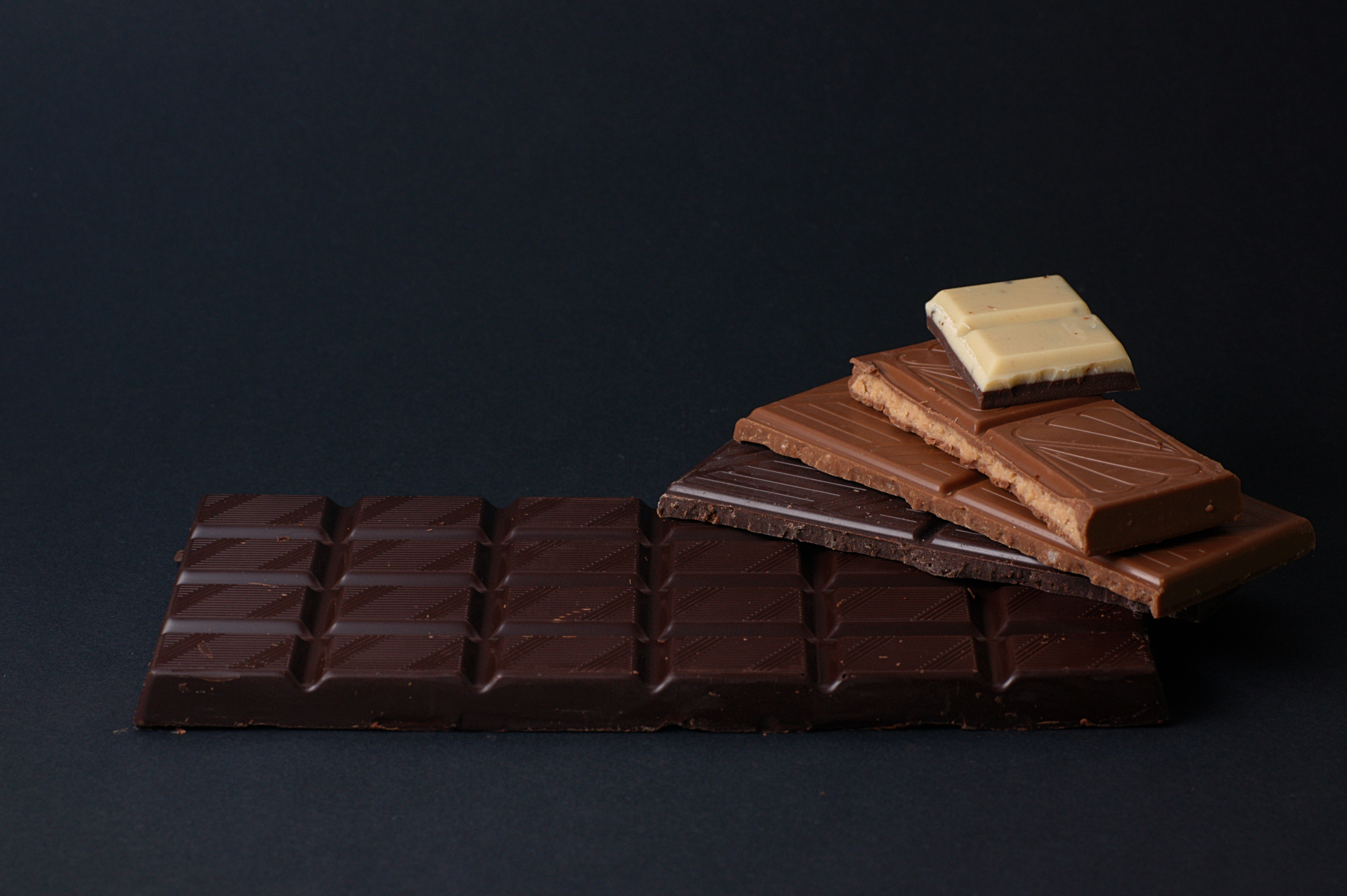
أنواع مختلفة من الشوكولاتة.

تعدّ الشوكولاتة من المأكولات المحبّبة لدى الكثير من الناس، ولا توجد دلائل إلى حد الآن تشير إلى أنّ الشوكولاتة يمكن أن تسبّب الإدمان. كما أنّ الدلائل المادّيّة التي تشير إلى أنّ الشوكولاتة لها تأثير على الحالة النفسية للشخص غير كافية لتفسير الحالة، حيث أنّ العوامل النفسيّة لها كبير الأثر في هذا الخصوص. الشكولا أفضل علاج السعال بل أفضل من كل الأدوية المتاحة وهناك بحوث تتوقع أن تصبح الشكولا دواء رسمي للسعال مستقبلا.

### المكوّنات
| المادّة الغذائيّة     | الكمّيّة |
| ------------------- | ------ |
| سكريات (كربوهيدرات) | 54 غ   |
| دهن                 | 27 غ   |
| ألياف               | 9 غ    |
| بروتين              | 6 غ    |
| ماء                 | 1 غ    |

| العنصر   | الكمّيّة  | الكمّيّة الموصى بها | العنصر  | الكمّيّة   | الكمّيّة الموصى بها |
| -------- | ------- | ----------------- | ------- | -------- | ----------------- |
| بوتاسيوم | 400 مغ  | 2–3 غ             | مغنسيوم | 300 مغ   | 300–400 مغ        |
| فوسفور   | 280 مغ  | 1 غ               | كلور    | 100 مغ   | 3–5 غ             |
| كالسيوم  | 100 مغ  | 1 غ               | صوديوم  | 12 مغ    | 2–3 غ             |
| حديد     | 3 مغ    | 15 مغ             | نحاس    | 1 مغ     | 1,5 مغ            |
| نيكل     | 0,26 مغ | 0,2–0,5 مغ        | زنك     | 0,2 مغ   | 15 مغ             |
| فلور     | 0,05 مغ | 1 مغ              | يود     | 0,005 مغ | 0,2 مغ            |

### الآثار
الإيجابية
- يعدّ مسحوق الكاكاو أحد أكثر المصادر غنىً بمركبات الفلافونولات، والتي تعدّ مركّبات مضادة للتأكسد.[69] كما تحوي الشوكولاتة على العديد من مركّبات أشباه القلويّات مثل ثيوبرومين وفينيثيلامين وكافيين.[70] وهذه المركّبات لها تأثير فيزيولوجي على الجسم، وهي مرتبطة بمستويات إفراز هرمون سيروتونين في الدماغ، بالتالي يشعر البعض بالسعادة عند تناول الشوكولاتة. تحوي الشوكولاتة على تريبتوفان، وهو مركّب طليعي يدخل لاحقاً في تركيب السيروتونين، ويعدّ من مضادات الاكتئاب الطبيعية، بالإضافة إلى وجود مادة أنانداميد، وهي من مركّبات الكانابينويد، والمشتقّة من حمض الأراكيدونيك.[71]
- إنّ الكاكاو أو الشوكولاتة الداكنة لها تأثيرات إيجابيّة على جهاز الدوران.[72] كما تشير بعض الأدلّة إلى أنّ تناول الشوكولاتة يمكن أن يساعد في التخفيض من مخاطر مشاكل معيّنة في جهاز الدوران،[73] كما أنها تخفض ضغط الدم،[74] وذلك عند البالغين البدينين والعاديّين.[75] كما وجدت دراسة أجريت على الحوامل على أنّ النساء اللواتي تناولن الشوكولاتة الداكنة أثناء حملهن، كانت لديهن أعراض أقل من مقدمات الارتعاج (ارتفاع ضغط الدم أثناء بداية الحمل).[76]
- يمكن أن تفيد الشوكولاتة في دعم وتغذية المقدرات المعرفيّة.[77] وهناك دراسات اعتمدت على متابعة كبار السن الذين تناولوا الشوكولاتة بشكل اعتيادي، ووجد العلماء أن الشوكولاتة ساعدت على وقف التردي في الذاكرة.[78]
- يمكن للشوكولاتة الداكنة أن تخفّض مستويات الكولسترول عند البالغين.[79] على الرغم من أن بعض الأبحاث الأساسيّة أظهرت دلائل أوليّة أن متعددات الفينول في الشوكولاتة يمكن أن تحرّض على أكسدة الكولسترول منخفض الكثافة.[80] كانت بعض التجارب السريرية ذات نتائج مبرمة فيما يخص التأثير على البشر.[81][82]
- بيّنت دراسة واحدة أنّ استهلاك الشوكولاتة يمكن أن يترافق مع انخفاض مؤشر كتلة الجسم.[83]
- تحوي حبوب الكاكاو على كمّيّات كبيرة من مركبات الفلافونويد، والتي يعتقد بعض العلماء أنها يمكن أن تستخدم لتوفير بديل طبيعي للتخفيف من أعراض الإسهال، بالتالي، فإنّ الشوكولاتة الداكنة الحاوية على تراكيز مرتفعة من الكاكاو يمكن أن تستخدم لذلك الغرض.[84]

السلبية
- يعتقد أنّ الشوكولاتة تسبّب حرقة الفؤاد، لأنّ أحد مكوّناتها وهو الثيوبرومين يقوم بإرخاء عضلة المصرّة الفؤادية السفلى، ممّا يسمح بالتالي لمحتويات المعدة الحامضيّة من الدخول إلى المريء.[85]
- إنّ تناول الشوكولاتة بشكل غير منضبط يمكن أن يؤدّي إلى البدانة، إذ أنّها تحوي كمّيّات من الدهن والسكريّات، بالإضافة إلى الحليب، وجميعها تزيد من محتوى السعرات الحرارية في الشوكولاتة. إنّ متوسّط السعرات الحراريّة في الشوكولاتة يتراوح بين 500 إلى 600 كيلو كالوري لكل 100 غ.
- يحتوي الكاكاو والشوكولاتة على كمّيّات تتراوح من متوسطة إلى مرتفعة من الأكسالات،[86][87][88][89][90][91] والتي يمكن أن تسبّب بعض المشاكل الصحّيّة للأشخاص الذين يعانون من الحصى الكلوية.[92]
- بيّنت دراسة واحدة على الأشخاص المسنّين أنّ الشوكولاتة يمكن لها أن تسبب تخلخل العظم.[93]
- أظهرت دراسة وجود حالة من التفاعلات التحسّسية لدى بعض الأطفال من الشوكولاتة.[85]
- تظهر بعض الأدلّة أنه يمكن الإدمان على تناول الشوكولاتة.[94][95]
- يعدّ الثيوبرومين مادّة سامّة بالنسبة للحيوانات، إذ أنّها غير قادرة على استقلابه، بما في ذلك القطط والكلاب.[96] على سبيل المثال، يتراوح عمر النصف الحيوي عند الكلاب بين 6.5 إلى 17.5 ساعة،[97][98][99] أمّا الجرعة المميتة فهي حوالي 300 مغ لكل كيلوغرام من وزن الجسم، وذلك ما يعادل 1.5 كيلوغرام من شوكولاتة بالحليب الكامل لكلب وزنه 10 كغ.[99][100] من الأعراض التي تحدث عند تناول الكلاب للشوكولاتة بكمّيّات تصل إلى 100 مغ/كغ هي ارتفاع في ضغط الدم وتضيق في الأوعية الدمويّة، بالإضافة إلى حدوث هيجانات ورعشة وفرط في المنعكسات العصبيّة.

## في الثقافة العامة

### متعلقات دينية وثقافية

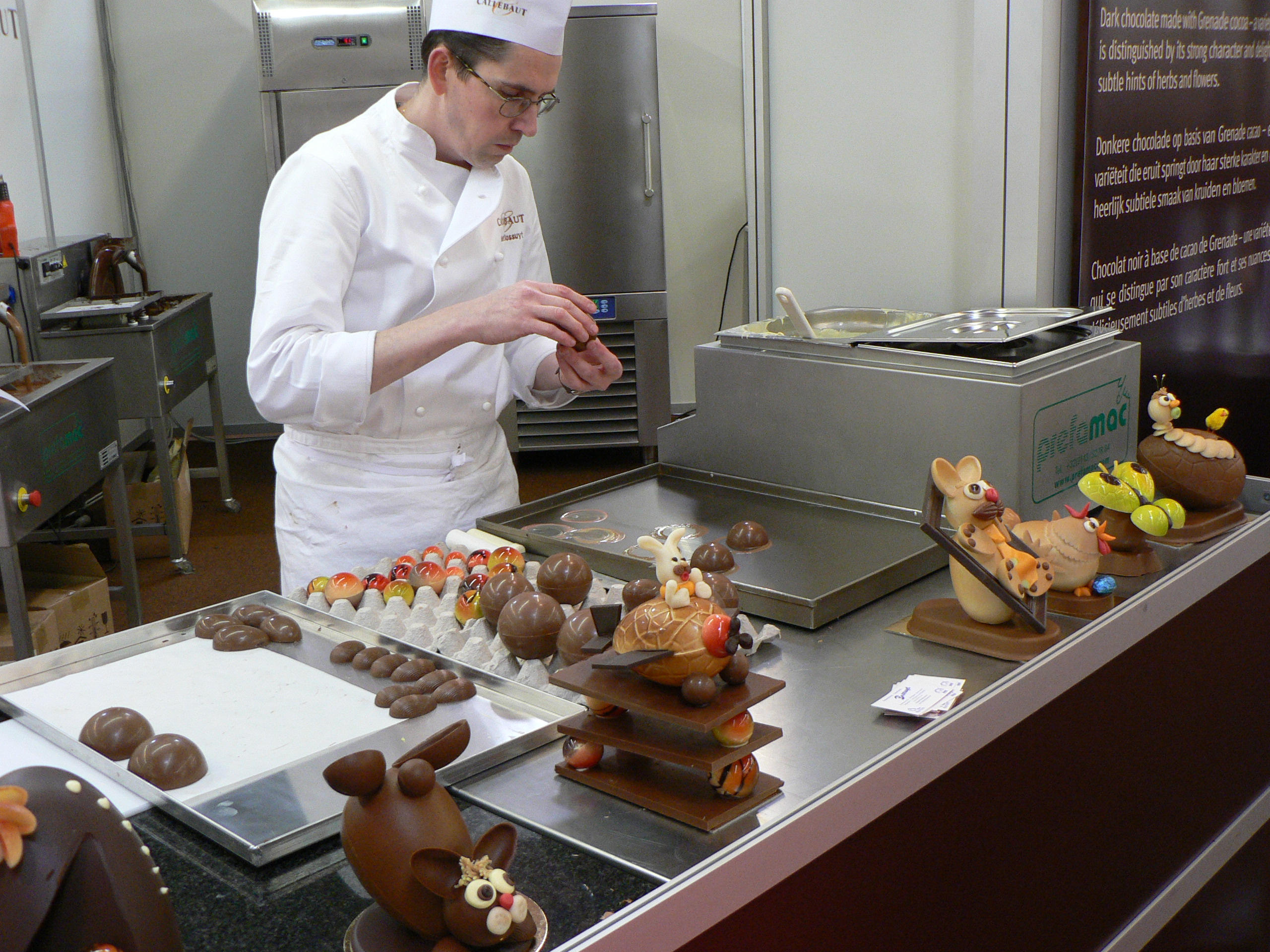
شوكولاتي يقوم بتحضير حلويات عيد الفصح على شكل بيض وأرانب

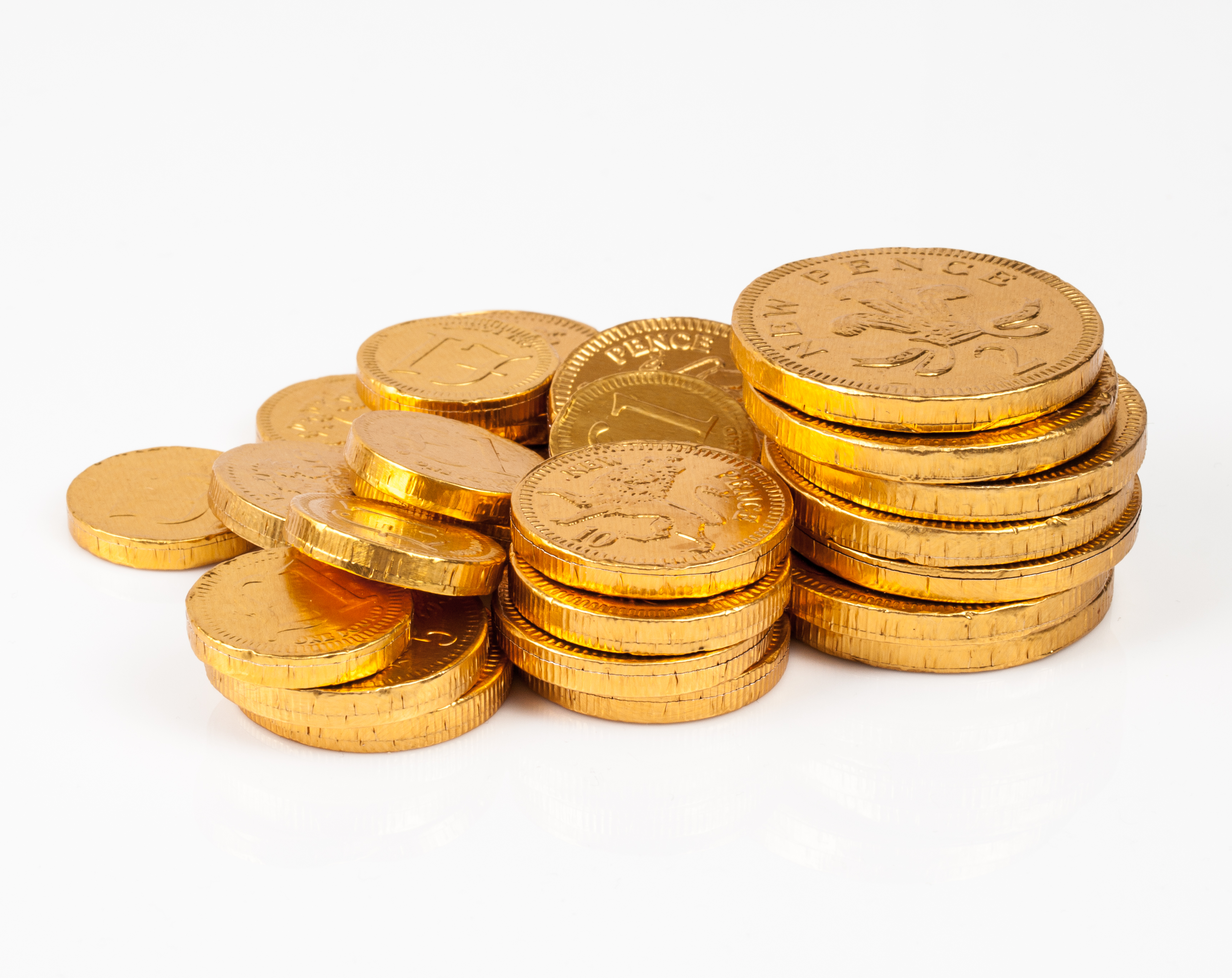
شوكولاتة النقود

ترتبط الشوكولاتة عند بعض الأديان بمناسبات خاصّة مثل عيد الفصح عند المسيحيين، حيث تقدّم الشوكولاتة إلى الأطفال مغلّفة ومقولبة على شكل بيض وأرانب. كما أنّ الشوكولاتة تقدم عند اليهود في مناسبة حانوكا على شكل شوكولاتة النقود، أمّا عند المسلمين فإنّ الشوكولاتة تقدّم بالإضافة إلى الحلويات الأخرى في مناسبات عيد الفطر وعيد الأضحى. لا يحرّم تناول الشوكولاتة عند المسلمين إلّا في حال احتوائها على الكحول.
تقدّم الشوكولاتة في مناسبات أخرى غير دينيّة مثل عيد الحب، حيث تقدّم على شكل قلب ومغلّفة باللون بالأحمر. كما ينتشر إهداء الشوكولاتة في مناسبات أخرى مثل أعياد الميلاد وعند الزيارات العاديّة كأحد أنواع الهدية.

### الكتب والأفلام
كانت الشوكولاتة ولا زالت حاضرة في العديد من الكتب والأفلام السينمائيّة. على سبيل المثال نشر الروائي البريطاني روالد دال سنة 1964 قصة تشارلي ومصنع الشوكولاتة. اقتبس من تلك الرواية فيلمان، الأول أنتج سنة 1971، وكان يحمل عنوان ويلي ونكا ومصنع الشوكولاتة، أمّا الثاني فكان سنة 2005 وحمل الفيلم نفس اسم الرواية. لقي الفيلم الأخير ردود أفعال إيجابيّة من قبل النقّاد السينمائيّين، وكان واحداً من أكثر الأفلام ربحاً تلك السنة، حيث حصد أكثر من 470 مليون دولار أمريكي بعد عرضه في صالات السينما في أنحاء العالم المختلفة، كما أنّ مصمّمة الأزياء Gabriella Pesucci رشّحت لجائزة أفضل تصميم أزياء في حفل توزيع جوائز الأوسكار الثامن والسبعون.
من الروايات الشهيرة الأخرى رواية Como agua para chocolate (مثل الماء للشوكولاتة) للكاتبة المكسيكية لورا إسكيبيل، والمنشورة سنة 1989، وهي رواية عاطفيّة، صُوّرت فيلماً سنة 1992. تدمج الرواية بين الواقعيّة السحريّة والمطبخ المكسيكي، كما أنّ عنوان الرواية يحمل في مضمونه تورية في اللغة الأصلية الإسبانيّة، حيث أنّ العبارة تشير إلى وصفة الشوكولاتة الساخنة، وفي نفس الوقت تحمل معنىً يلمّح إلى الإثارة الجنسية.
تحكي رواية شوكولا Chocolat، والتي نشرتها الكاتبة البريطانية جوان هاريس سنة 1999، عن قصّة امرأة استطاعت أن تغيّر بحلوياتها المصنوعة من الشوكولاتة حياة الكثير من الناس في قريتها. اقتبست الرواية أيضاً باسم فيلم حمل نفس الاسم، ولقي نجاحاً في المبيعات، حيث حاز على أكثر من 150 مليون دولار أمريكي عالميّاً، كما تلقّى ترشيحات لجائزة الأوسكار وجائزة غولدن غلوب.

## اقرأ أيضاً
- شجرة الكاكاو
- كعكة الشوكولاتة
- شوكولاتي